# Calmar
Teuthides
Vous lisez un « bon article » labellisé en 2010.
Pour les articles homonymes, voir Calmar (homonymie) et Calamar.
Taxons concernés
Les espèces des ordres
- Myopsida
- OegopsidaAncien taxon

Les calmars, aussi appelés calamars, ou teuthides, constituent un groupe morphologique, apparu au début du Jurassique, de céphalopodes décapodes marins regroupant près de 300 espèces. La plupart des espèces n'ont pas de nom vernaculaire spécifique et sont donc désignées en français sous le nom générique de « calmar » ou « calamar ». Il en est de même pour le terme « encornet », autre nom vernaculaire plus particulièrement utilisé lorsque ces animaux sont considérés en tant que comestibles ou appâts de pêche. L'ordre des Teuthida, qui regroupait tous les calmars, est désormais considéré comme obsolète parce que paraphylétique. Il est maintenant séparé en Myopsida et Oegopsida.
Ce sont des espèces pélagiques vivant parfois de façon isolée mais plus souvent en banc. Comme les autres céphalopodes, les calmars ont une tête distincte, une symétrie bilatérale, un manteau, une couronne péribuccale de bras musclés et protractiles munis de ventouses et/ou de crochets. Leur taille varie de quelques centimètres à une dizaine de mètres.
Les calmars forment un important maillon de la chaîne alimentaire océanique et certaines espèces sont comestibles pour l'homme ; ils ont donc une importance commerciale considérable et font partie des espèces qui ont une croissance rapide, une prolificité élevée et dont les populations mondiales croissent globalement depuis les années 1950. Avec les méduses, les seiches et les poulpes, les calmars semblent faire partie des quelques taxons qui s'adaptent bien à la dégradation du milieu marin, au détriment d'autres espèces, et tant que leur optimum de conditions de vie ne sera pas dépassé. Le calmar commun (Loligo vulgaris) est l'espèce la plus consommée par l'homme. Les appellations gastronomiques locales ne distinguent parfois pas les seiches des calmars.

## Description

### Manteau

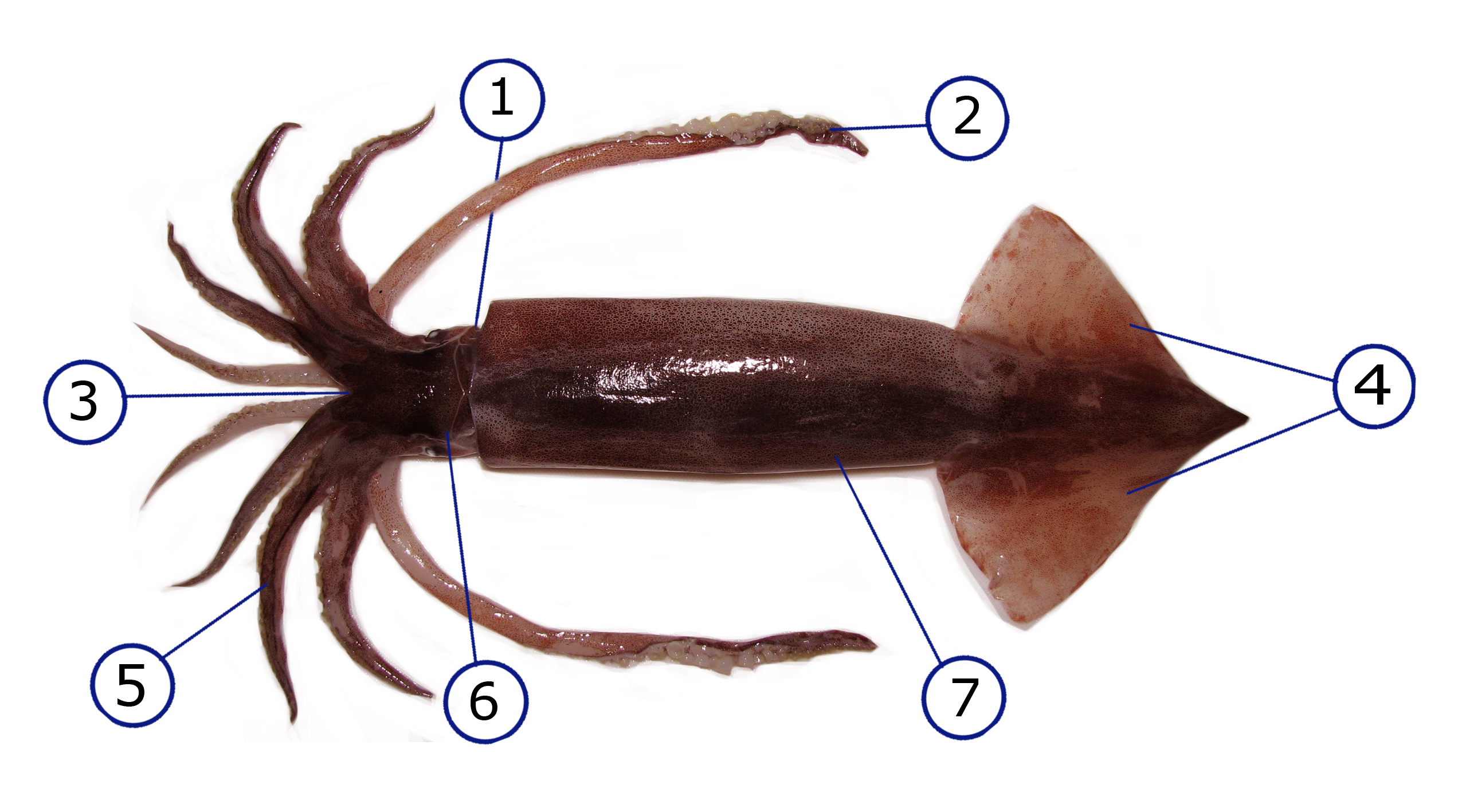
Vue ventrale d'un toutenon japonais.
1 - Siphon
2 - Tentacule
3 - Bec
4 - Nageoires
5 - Bras
6 - Tête
7 - Manteau

Une grande partie de l'organisme est contenue dans le manteau, doté de deux nageoires latérales chez les petits calmars tels que ceux du genre Loligo ou bien d'une seule grande nageoire sommitale comme chez les calmars géants, voire une paire d'ailettes latérales comme chez Grimalditeuthis bonplandi ou une deuxième nageoire, foliacée, au bout du pédoncule caudal comme pour le juvénile de Chiroteuthis veranyi. Les espèces du genre Planctoteuthis et le calmar de Joubin présentent un pédoncule caudal plus long que leur manteau avec une nageoire en spirale tout autour. Cette particularité leur permet de monter et descendre comme un hélicoptère.
Ce manteau en forme de fuseau contient une vaste cavité, la cavité palléale, où se trouve la masse viscérale qui comprend les principaux organes internes ; cette cavité est recouverte par un mince épiderme membraneux. C'est à l'intérieur de cette cavité que les branchies effectuent leurs échanges gazeux, mais aussi que les organes reproducteurs, urinaires et digestifs déversent leurs productions (gamètes, urine, excréments).

### Tête et bras

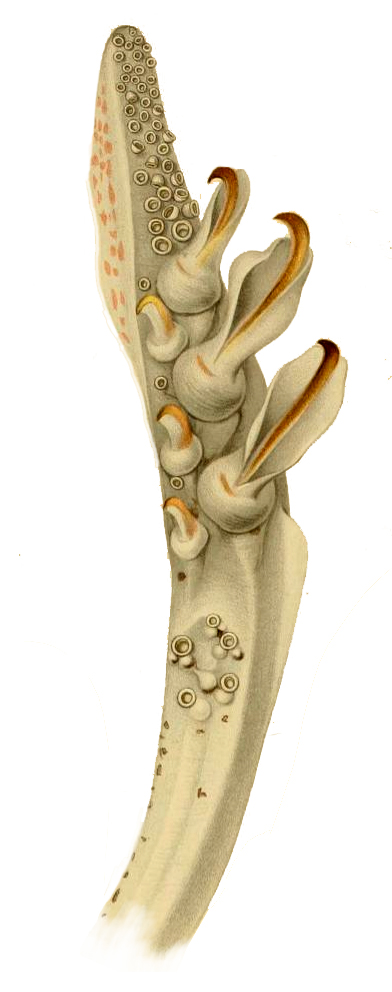
Crochets d'un tentacule dAbraliopsis morisi.

La tête des calmars, bien individualisée, concentre une grande partie des organes des sens et la quasi-totalité des organes impliqués dans la capture des proies. Comme tous les coléoïdes, les calmars ont un cerveau en forme de tore particulièrement développé pour des invertébrés. Et plus particulièrement, les grandes espèces de teuthides disposent d'axones géants, qui peuvent mesurer jusqu'à 1 mm de diamètre. Ces fibres nerveuses innervent le manteau et contrôlent une partie du système de propulsion à réaction.

### Tentacules

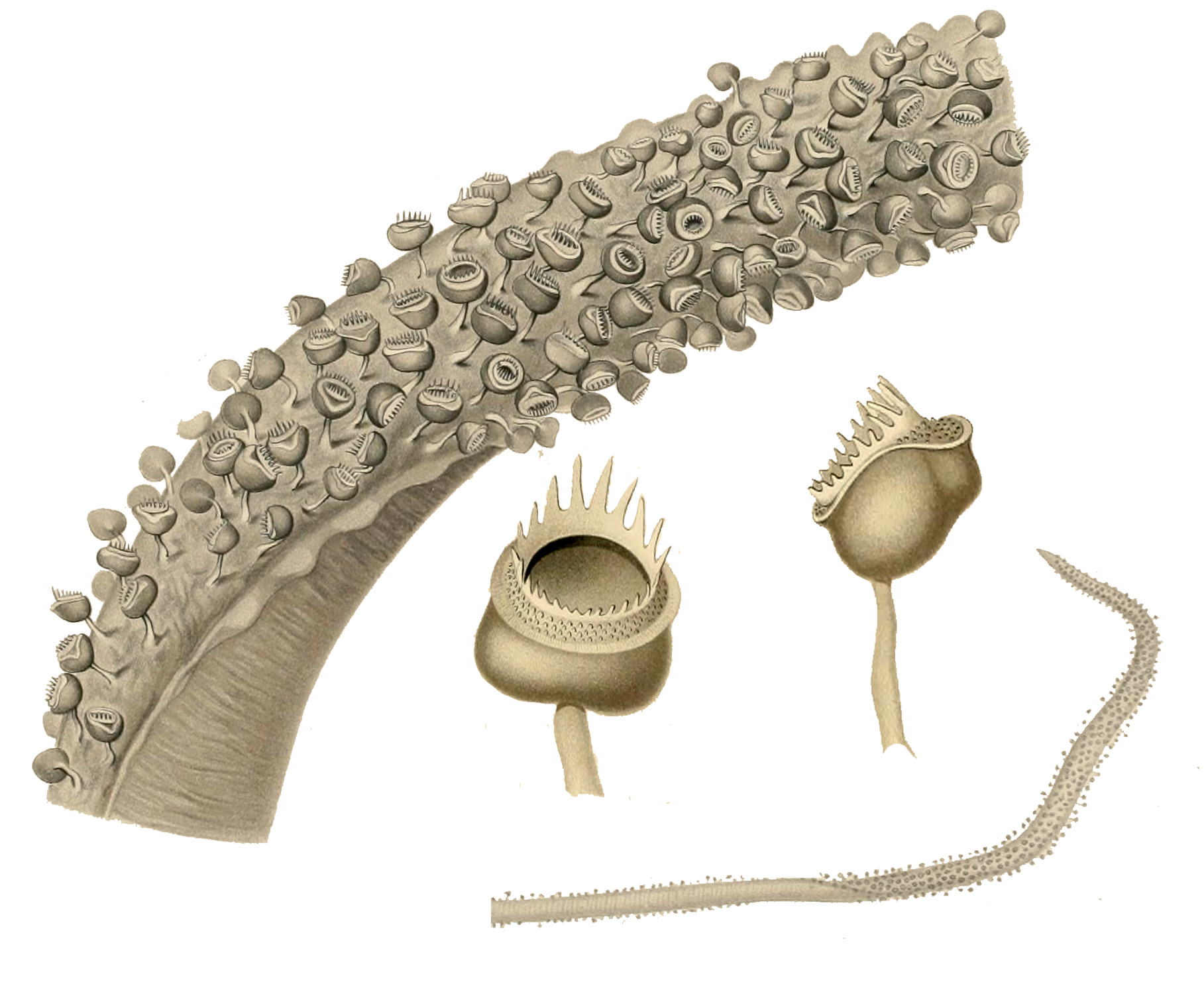
Les ventouses d'un Mastigoteuthis.

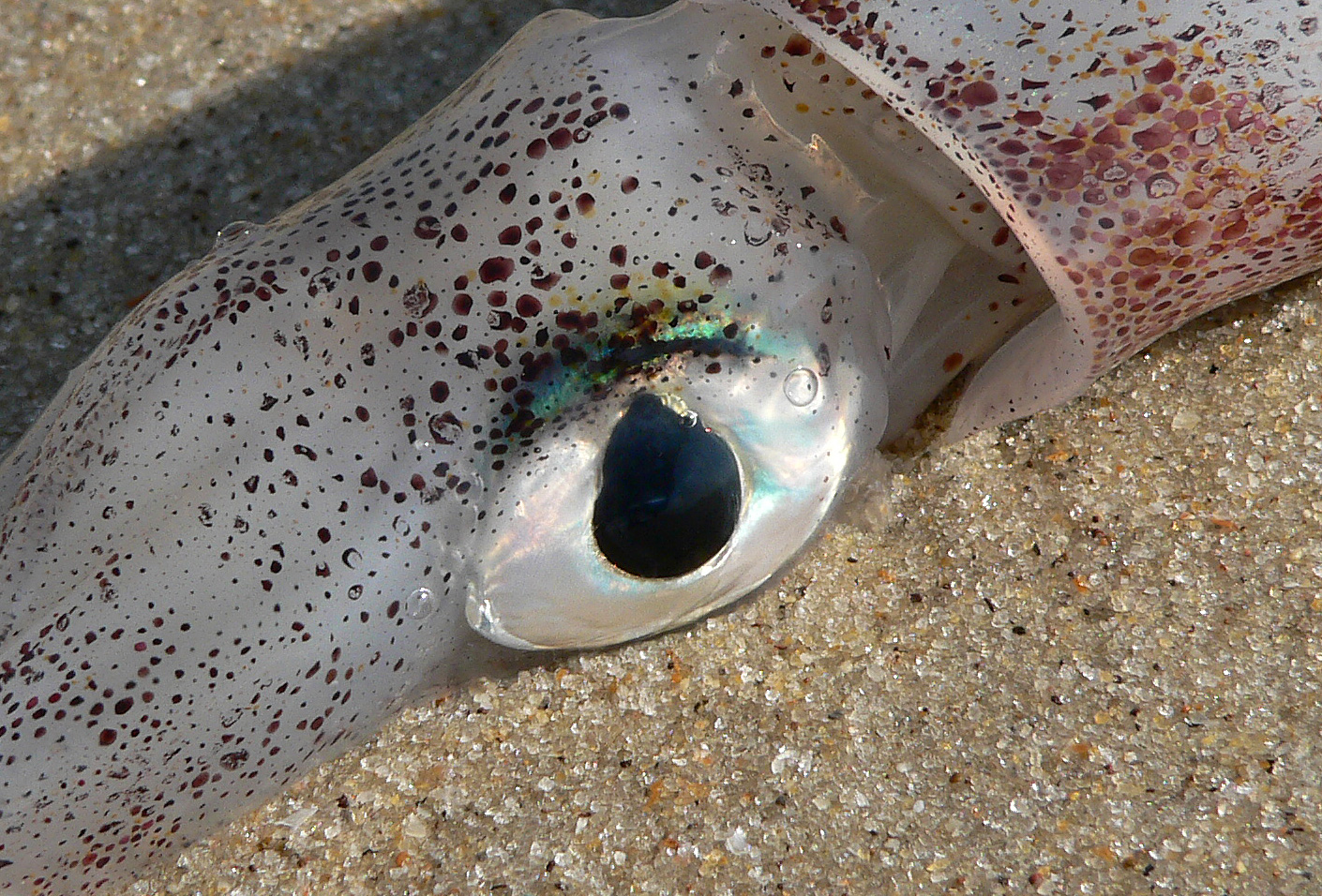
Détail de la tête d'un calmar.

Les calmars, de même que les seiches, font partie du sous-ordre Decabrachia, c'est-à-dire des céphalopodes à dix bras. Ils ont généralement huit bras fonctionnant par paire et deux longs tentacules, appelés « fouets », aux extrémités plus larges, appelées « massues ». Les espèces de la famille des octopoteuthidés, comme leur nom l'indique, ne possèdent que 8 bras. C'est au cours de leur maturation sexuelle que les juvéniles voient leurs deux longs tentacules régresser.
Les bras et les tentacules ont une fibre nerveuse centrale très épaisse, permettant à chaque ventouse d'être contrôlée de manière indépendante, et entourée de muscles circulaires et radiaux.
Les bras sont garnis de ventouses dont l'animal se sert pour maîtriser ses proies. Les bras sont réunis à leur base par une membrane, mais elle reste discrète chez le calmar contrairement à d'autres céphalopodes comme les pieuvres (le calmar à ombrelle fait exception). Ces ventouses sont généralement surmontées d'un anneau corné qui améliore encore leur adhérence. Chez certains genres, l'anneau est renforcé par des petites dents et des crochets tranchants lui permettant d'avoir une meilleure prise sur sa proie.
Les deux grands tentacules servent à la capture des proies. Leur extrémité, aplatie, est garnie de ventouses. Leur volume reste constant : en contractant les muscles circulaires, le rayon diminue, permettant l'augmentation rapide de la longueur. Généralement, un allongement de 70 % est obtenu en diminuant légèrement la largeur de 23 %. Chez les plus grandes espèces, ils sont bordés, à l'extrémité, de deux rangées de crochets pivotants très acérés. Plus la proie se débat, plus les crochets s’enfoncent dans sa chair. Une membrane de protection autour des crochets, sur les tentacules et les bras, empêche le calmar de s’auto-mutiler.

### Yeux

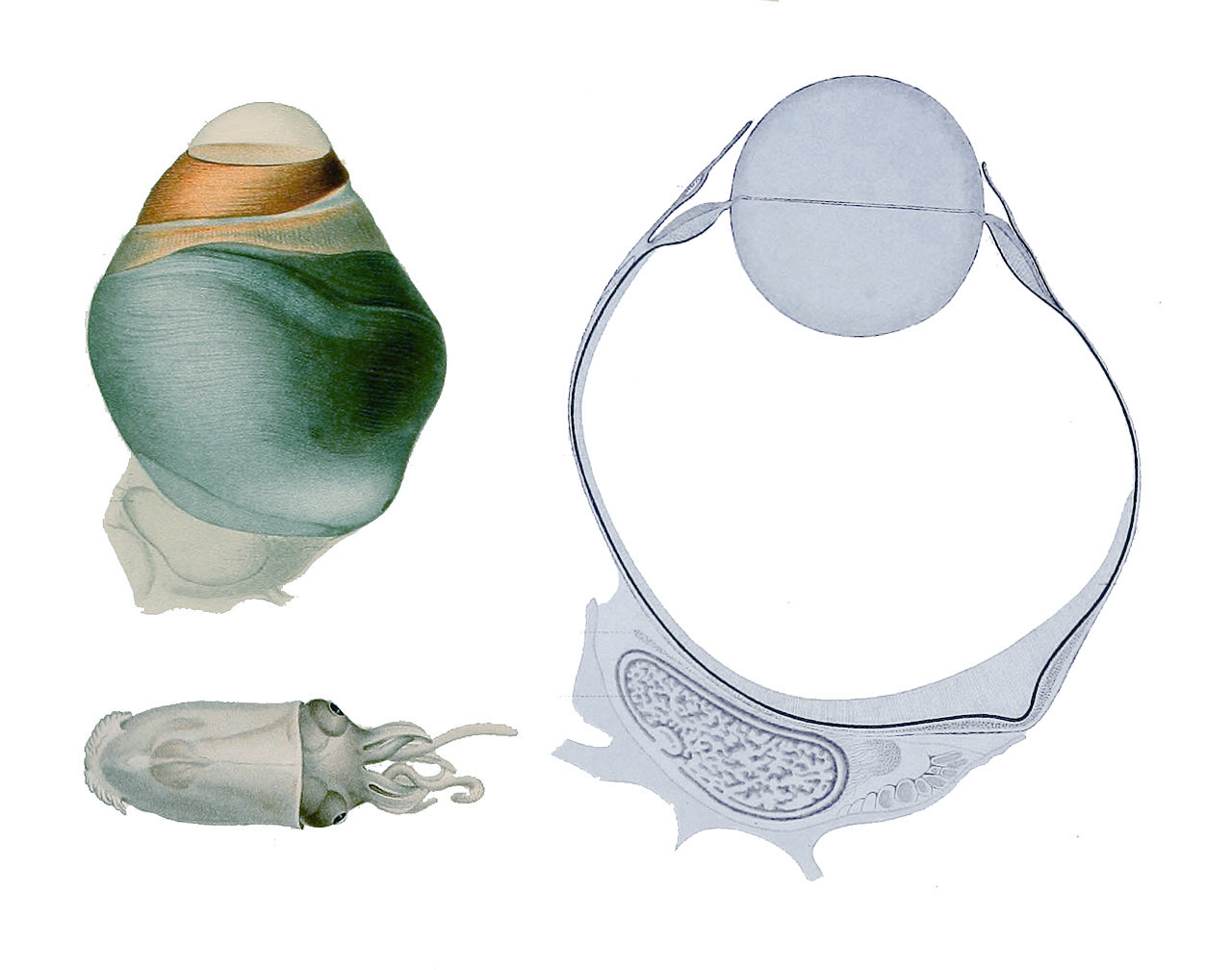
Coupe d'un œil de Bathyteuthis.

Les céphalopodes possèdent une vision binoculaire avec des yeux, la plupart du temps assez grands, de chaque côté de la tête. Ils possèdent des yeux assez proches de ceux des vertébrés mais le processus évolutif qui les a fait apparaître est différent de celui qui a été mis en œuvre chez les vertébrés. La structure interne est différente : la rétine et le nerf optique sont externes (les cellules de la rétine sont tournées vers la source lumineuse), par conséquent les céphalopodes n'ont pas de point aveugle.
Les yeux contiennent chacun un cristallin dur. L'accommodation est réalisée par le déplacement du cristallin (comme la lentille d'une caméra ou d'un télescope), plutôt que par sa contraction comme pour l'œil humain. Le cristallin est sphérique et élimine toute aberration grâce à une variation continue de l'indice de réfraction, qui diminue du centre à la périphérie.

### Bec

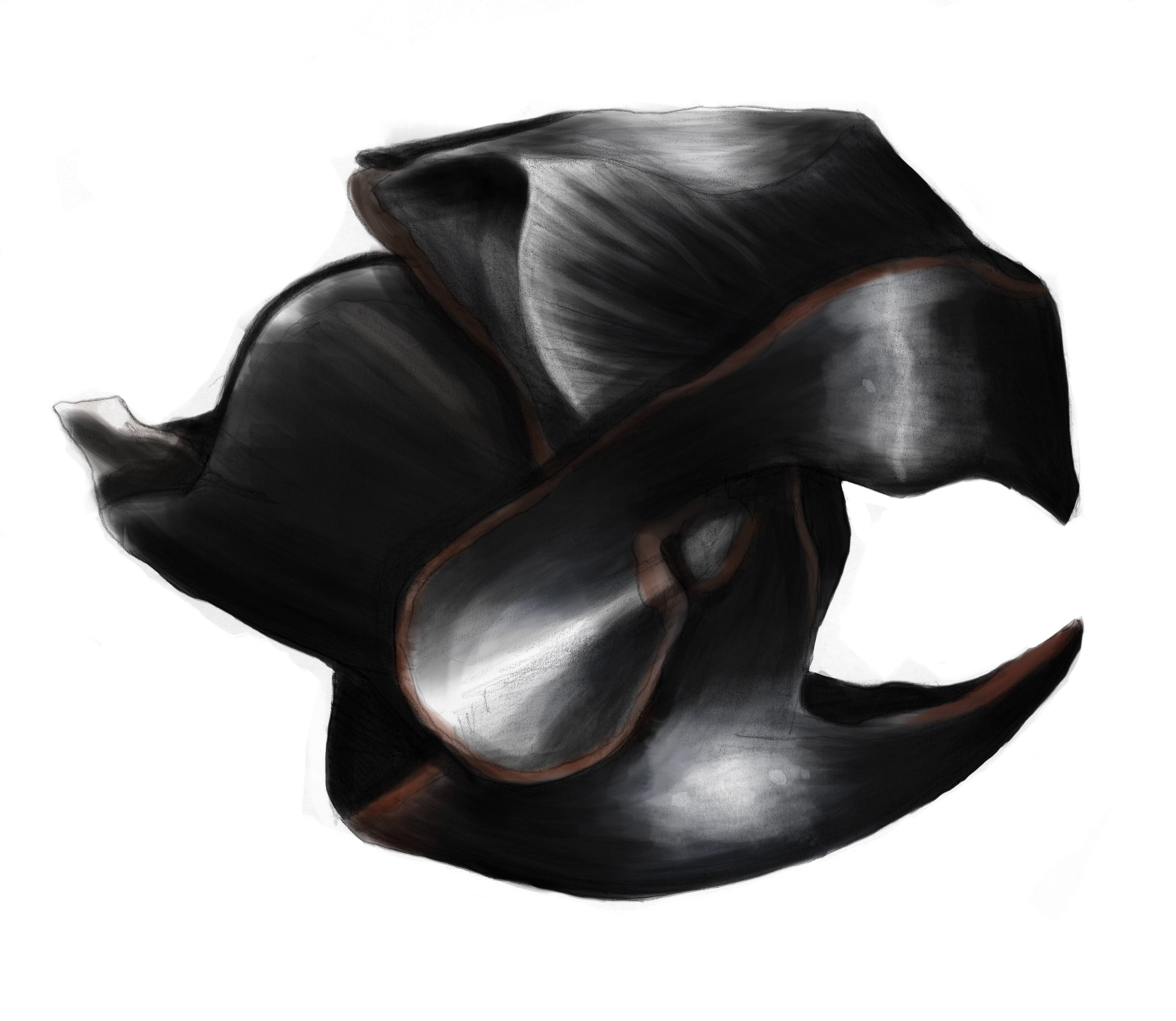
Croquis du bec corné d'un calmar colossal.

Le bec corné, à l'extrémité de l'orifice buccal, est le seul tissu dur du corps de ces céphalopodes, il est difficile à rayer et à couper. Formé de deux mandibules, ce bec ressemble à ceux des Psittaciformes mais la partie inférieure chevauche la partie supérieure. Extrêmement dur à son extrémité tranchante, il a aussi la curiosité d'être élastique : la composition chimique du bec n'est pas la même de la partie fixée sur les tissus musculaires au côté tranchant. La rigidité de cet organe est fonction de rapports différents en chitine, en eau, en une molécule nommée DOPA et en protéines enrichies en histidine, un acide aminé. Le bord tranchant contient également du carbonate de calcium.
Les cétacés qui consomment des calmars ont souvent des becs dans l'estomac, où ils se digèrent mal. C'est d'ailleurs l'examen de ces becs qui porta à croire en l'existence de calmars gigantesques. Les becs ont une grande valeur paléontologique ; en effet, comme les tissus mous se conservent très mal, les fossiles découverts sont essentiellement des becs. On dénombre plus de 10 000 formes de fossiles céphalopodes, dont vraisemblablement un bon nombre de Teuthides.
La forme et la taille des becs de calmars sont spécifiques à chaque espèce. Ils peuvent mesurer de quelques millimètres à une dizaine de centimètres. C'est le calmar colossal qui possède le plus volumineux et le plus robuste de tous les becs de calmars, pouvant atteindre une longueur rostrale inférieure (LRL) de 49 mm.

### Système «osseux»

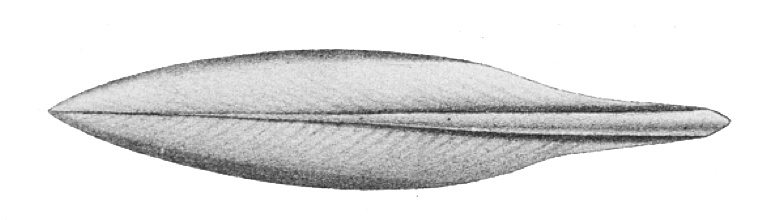
La plume d'un Sepioteuthis lessoniana.

Les mollusques ne disposent pas d'os comme les vertébrés mais ils disposent d'une coquille, excepté chez les coléoïdes chez qui celle-ci semble avoir évolué vers une structure interne analogue à la coquille des mollusques, elle aussi composée de chitine, un matériau dur essentiellement constitué d'un polysaccharide. Cet organe rigide, lové dans le manteau, dispose d'une forme différente pour chaque espèce de coléoïde, c'est même la forme de cette structure qui permet de déterminer l'espèce d'un spécimen. Ainsi, la coquille des calmars, appelée plume ou gladius, est plutôt allongée et semi-transparente. Elle a l'aspect d'une règle de section circulaire en plastique. Elle passe au milieu du corps côté dorsal, entre les nageoires caudales. Elle est très différente de l'os de seiche des Sepiida par exemple.
L'intérieur de cette coquille est poreux et l'animal règle sa flottabilité en y comprimant plus ou moins les gaz qu'elle renferme.

### Système digestif

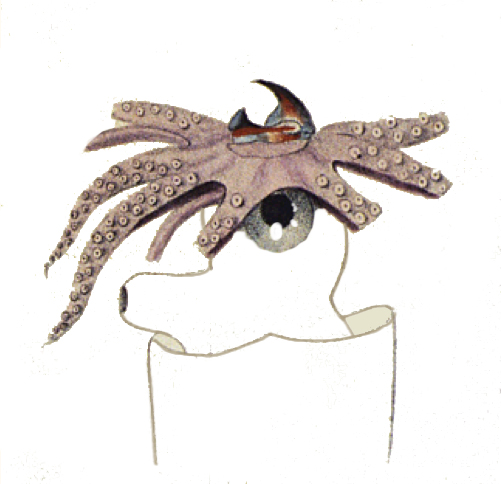
Croquis de la tête d'un Taonius pavo.

Pour capturer leurs proies, les calmars disposent également de toxines salivaires qui paralysent leur proie au moment de la morsure.
À l'intérieur du bec, juste avant le début de l'œsophage, les bouts d'aliments sont broyés par la radula, organe ressemblant à une langue garnie de dents. Comme chez les autres mollusques, un anneau nerveux formé de deux cordons entoure l'œsophage. Des lignes de dents (dents palatines) jalonnent de plus les joues (palpes palatines). Ainsi, la radula se déplace tel un tapis roulant qui tracte les aliments vers l'œsophage. Les aliments transformés en bouillie vont ensuite dans l'estomac, où la digestion commence. Ils passent ensuite dans un sac de stockage appelé le cæcum, où les nutriments sont absorbés dans le sang. Puis les matières fécales sortent de l'anus, qui se trouve à droite entre les branchies du calmar, pour se jeter dans le siphon par où elles seront expulsées.
Le système digestif n'est pas sans rappeler celui des ruminants[précision nécessaire] même s'ils ne peuvent avoir d'origine commune. Ce fait a été remarqué dès l'Antiquité.

### Système cardio-vasculaire et excréteur
Comme les autres céphalopodes, les calmars ont trois cœurs : deux cœurs branchiaux et un cœur systémique. Les deux premiers propulsent le sang vers les branchies pour qu'il se charge en dioxygène, alors que le cœur systémique distribue le sang oxygéné au reste du corps. Le cœur systémique est composé de trois chambres, un ventricule inférieur et deux oreillettes supérieures. Le sang des calmars est de couleur bleue car il contient de l'hémocyanine dont le fonctionnement repose sur la chimie du cuivre et de l'oxygène, et non pas de l'hémoglobine comme les vertébrés qui, elle, repose sur la chimie du fer et de l'oxygène. Les cœurs, légèrement verdâtres, sont entourés par les sacs rénaux, c'est-à-dire le système excréteur principal. Les reins sont difficiles à identifier : ils s'étendent du cœur (situé sur la face postérieure de la poche du noir) jusqu'à l'organe analogue au foie.

### Système reproducteur

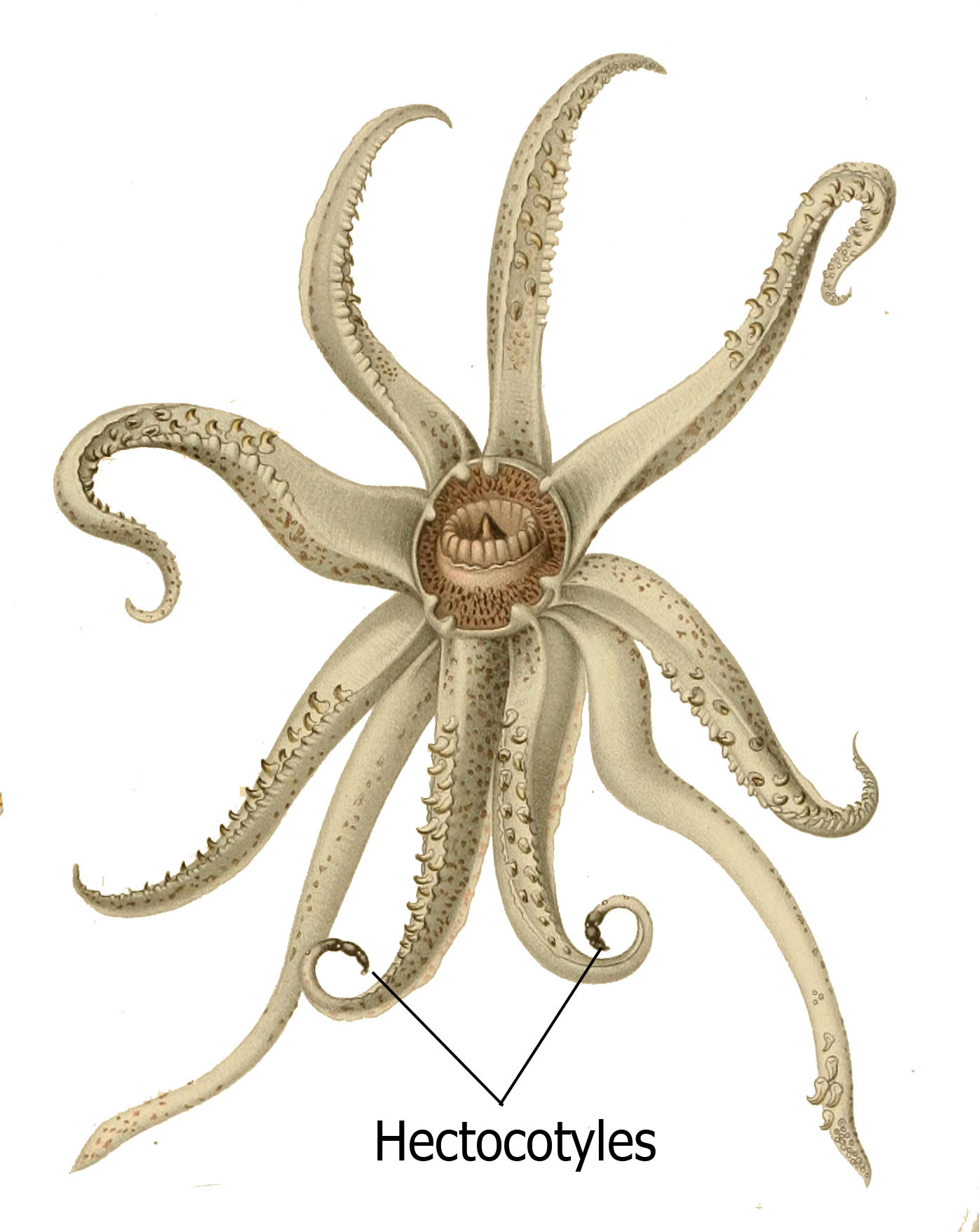
Deux hectocotyles d'un Abraliopsis morisi.

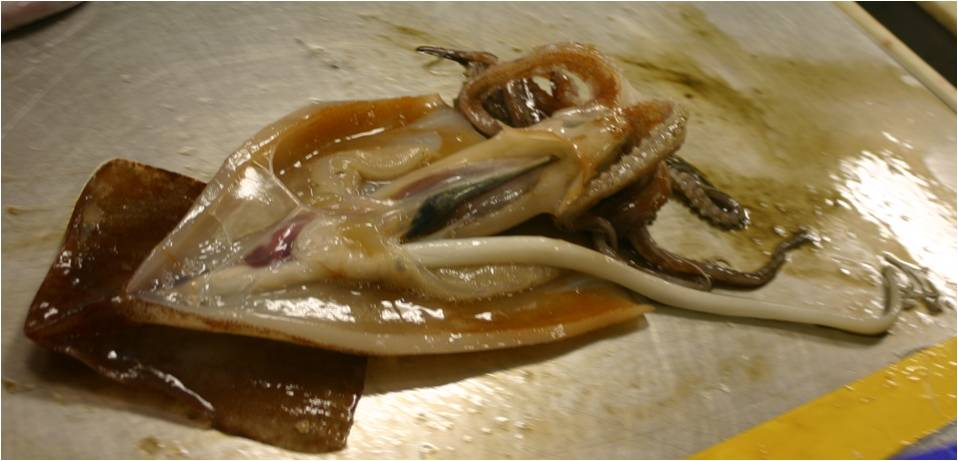
Le pénis d'un Onykia ingens (67 cm).

Les spécimens sont strictement sexués, c'est-à-dire qu'ils n'ont qu'un des organes, mâle ou femelle. La fécondation est interne.
Chez la femelle, les œufs sont télolécithes ; autrement dit, ils sont gros et riches en vitellus comme les œufs amniotiques des archosauriens, dont font partie les actuels oiseaux. Les œufs sont produits par un grand ovaire translucide situé vers la partie postérieure de la masse viscérale. Ils sont recouverts d'albumine par la glande oviductaire, puis recouverts d'une substance protéique durcissant au contact de l'eau par les glandes nidamentaires. Cette coque protéique réunit les œufs en grappes ; elle est parfois colorée en noir par l'encre, produite elle aussi dans la cavité palléale.
Les mâles possèdent un grand testicule à la place de l'ovaire, une glande spermatophorique et le sac d'encre. Chez les mâles matures, ce sac peut contenir des spermatophores, contenant les spermatozoïdes, qui sont placés dans le manteau de la femelle pendant l'accouplement.
Les espèces des eaux peu profondes du plateau continental, épipélagique et mésopélagiques sont caractérisées par la présence d'un ou deux bras, appelés bras hectocotyles, qui sont modifiés pour permettre l'accouplement. La plupart des calmars des grands fonds n'ont pas d'hectocotyle, mais un pénis ; toutefois, Ancistrocheirus lesueurii et les cranchiinés font exception. Les calmars géants du genre Architeuthis sont inhabituels ; ils possèdent à la fois un grand pénis et un hectocotyle, mais il n'est pas certain que ce dernier soit utilisé pour le transfert des spermatophores. Un allongement du pénis a été observé chez des espèces des grands fonds comme Onykia ingens ; en érection, le pénis peut être aussi long que le manteau, la tête et les bras. Ainsi, les calmars des eaux profondes ont le plus grand pénis par rapport à la taille du corps de tous les animaux mobiles, les deuxièmes du règne animal, après certains cirripèdes.

### Taille
Bien que la majorité des calmars ne dépassent guère 60 cm de long, certains calmars atteignent une taille jusqu'à dix fois supérieure. Ces derniers sont surtout des espèces vivant dans les abysses ; ainsi, les scientifiques supposent que ces calmars sont sujets à un gigantisme abyssal. Toutefois, la longueur des calmars est souvent donnée du sommet du manteau à l'extrémité des deux tentacules. Ces derniers, extensibles de surcroît, peuvent chez les grands spécimens augmenter considérablement cette longueur et fausser l'appréciation des dimensions de l'animal : la mesure s'arrêtant jusqu'au bout des bras peut généralement être plus parlante.
Les calmars géants du genre Architeuthis sont les plus connus ; ils peuvent atteindre jusqu'à 13 m de long pour une centaine de kilos. Mais le calmar colossal est actuellement le plus grand de tous. Cette espèce est connue depuis 1925 grâce aux quelques parties de grands spécimens retrouvées dans l'estomac de cachalots, mais son étude n'a été rendue possible qu'après des prises accidentelles par des navires de pêche à la palangre flottante. Un calmar colossal de 10 m et 450 kg a été capturé en février 2007 en mer de Ross près de l'Antarctique par des pêcheurs néo-zélandais à 1 800 m de profondeur,.
D'autres calmars atteignent de grandes tailles bien qu'inférieures aux précédents cités ; le calmar robuste (2 m), Taningia danae (2,3 m), le calmar cacatoès (4 m), Kondakovia longimana (2,3 m), Asperoteuthis acanthoderma (5,5 m) et les calmars à longs bras (jusqu'à 8 m).
Mais les tailles maximales que peuvent atteindre tous ces calmars ne sont pas connues avec exactitude. Souvent, des prises accidentelles viennent infirmer les précédentes mesures, laissant libre cours aux estimations les plus extravagantes, sans pour autant présenter de preuves formelles.

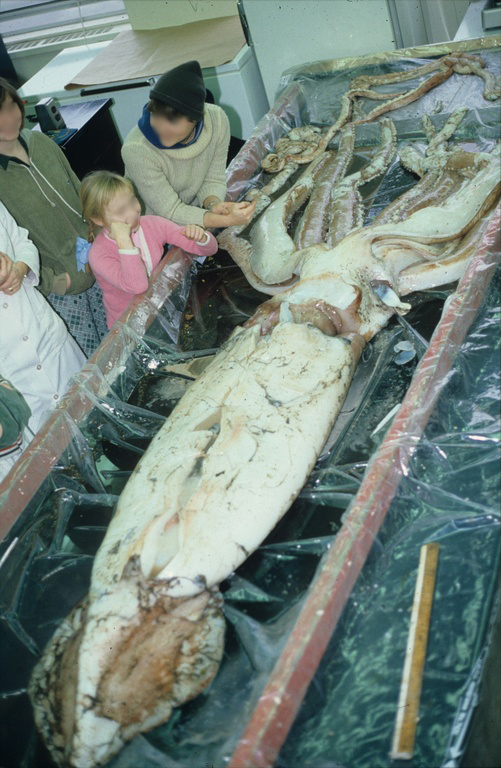
Un calmar géant capturé en janvier 2008 à Terre-Neuve.
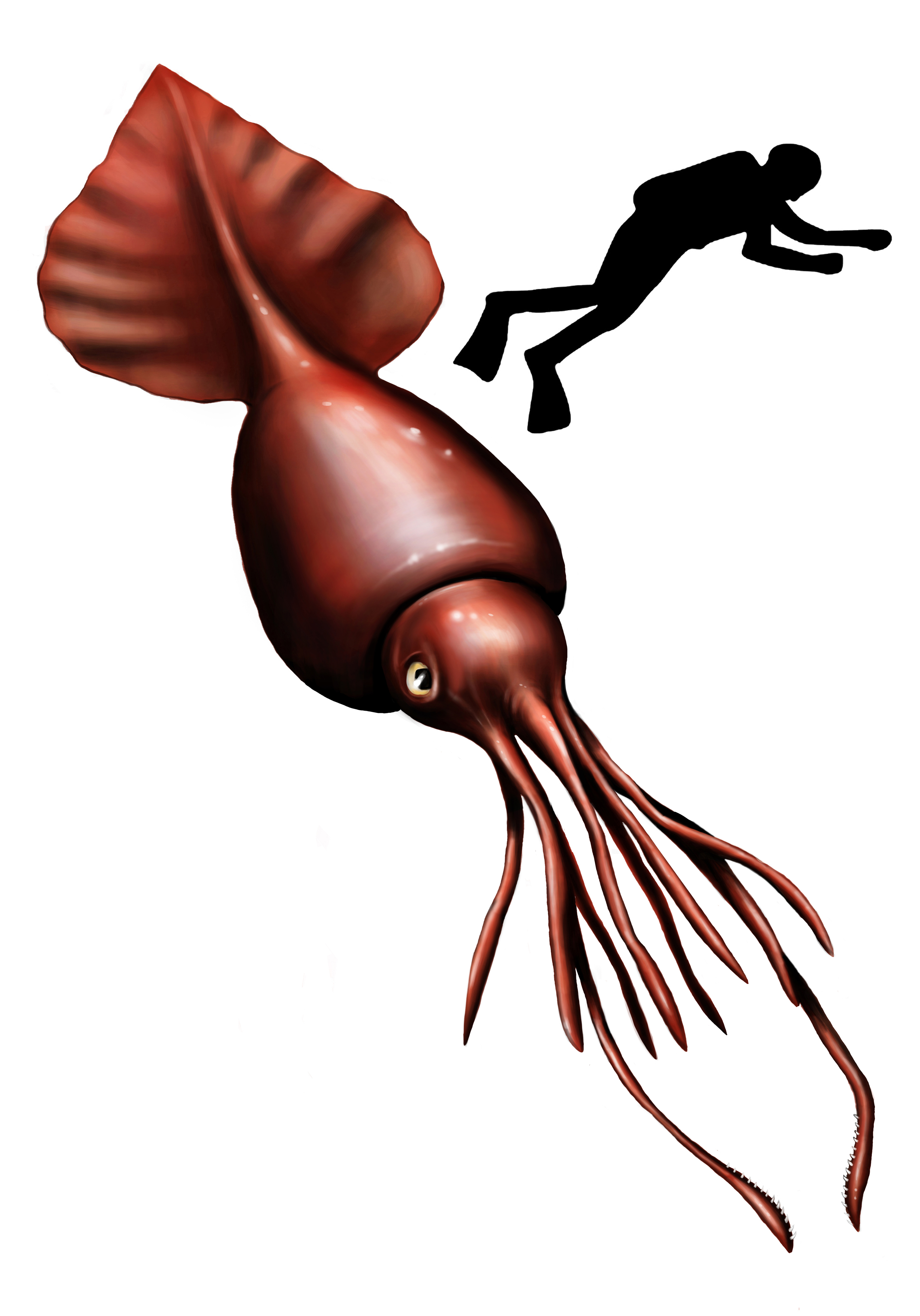
Un calmar colossal à échelle humaine.
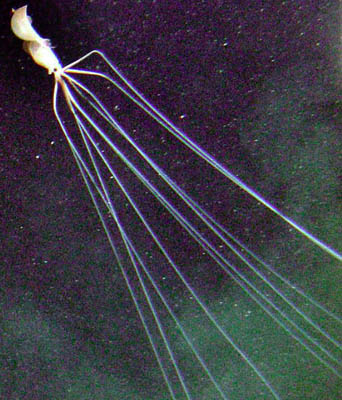
Un calmar à longs bras.
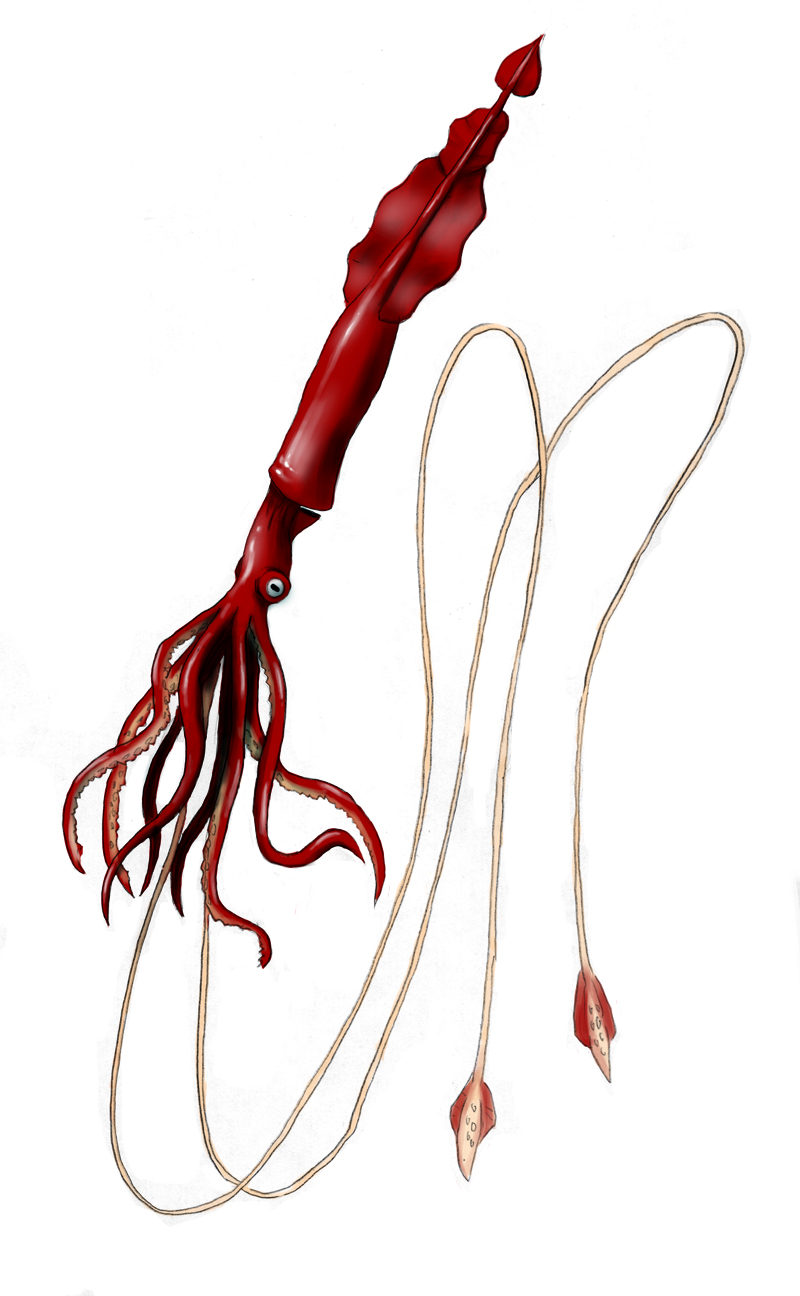
Croquis d'un Asperoteuthis acanthoderma.

## Répartition et habitat
Les calmars ont colonisé tous les océans du monde et la plupart des mers. On les trouve aussi bien dans les eaux chaudes des récifs coralliens que dans les eaux froides des deux cercles polaires.
Parmi les 300 espèces de calmar existantes, certaines vivent à proximité des côtes, presque en surface. D'autres, au contraire, séjournent à de grandes profondeurs. Les juvéniles des espèces abyssales vivent près de la surface, où ils ne sont guère repérables grâce à leur transparence. Ils descendent de plus en plus profondément au fil de leur croissance.
Bien que les calmars aient réussi à coloniser toutes les étendues d'eau salée, on ne trouve pas de calmars en eau douce, ni même aucun céphalopode. Toutefois, le calmar Lolliguncula brevis, vivant dans la baie de Chesapeake, s'avère être une exception puisqu'il tolère l'eau saumâtre. Dans cette baie, la salinité est aussi faible que 8,5 parties pour mille (environ le quart de celle de l'océan),.

## Écologie et comportement

### Alimentation

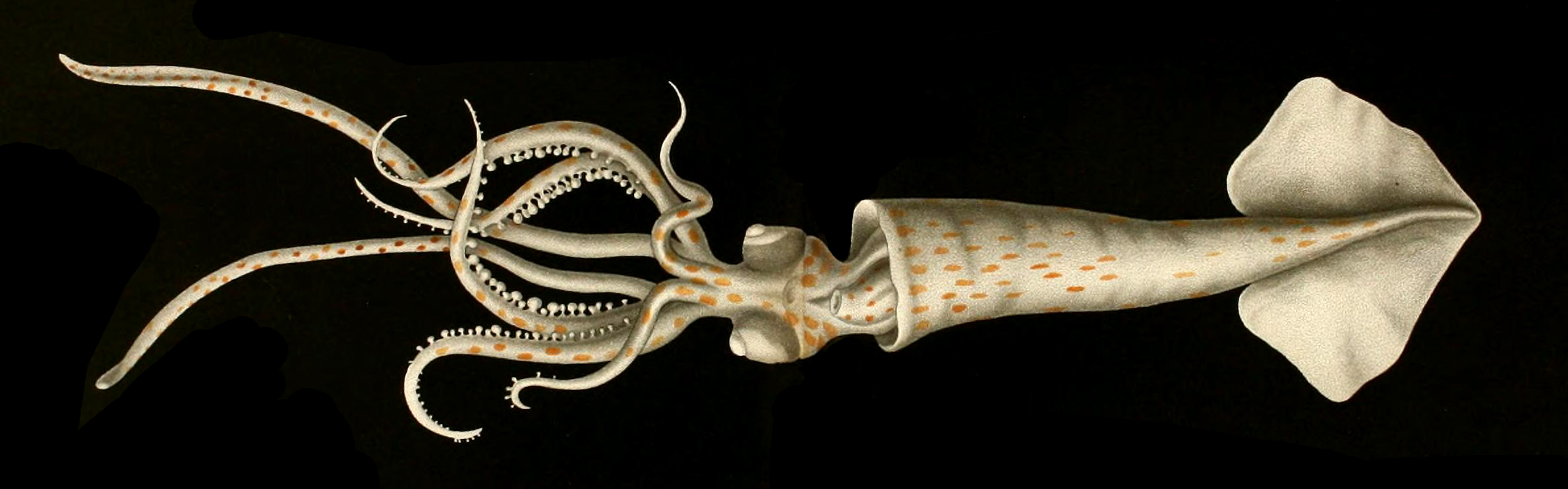
Brachioteuthis riisei.

Tous les calmars sont des prédateurs, à la possible exception des calmars à longs bras. Ils s'attaquent principalement aux poissons, aux crustacés ainsi qu'à d'autres mollusques. Les calmars sont occasionnellement cannibales, les plus grands calmars pouvant s'attaquer aux plus petits.
Les calmars juvéniles se nourrissent de zooplancton.

### Prédation
Lorsqu'il a repéré une proie, le calmar se propulse vers l'avant et étire très rapidement ses deux longs tentacules pour agripper sa victime. Puis le calmar écarte ses huit bras pour exposer une série de ventouses. Il rétracte alors ses deux tentacules, jetant la proie dans ses bras, qui l'étreignent aussitôt. La proie immobilisée, le calmar commence à se nourrir en arrachant la chair, petit morceau par petit morceau, à l'aide de son bec. En effet, l'œsophage qui traverse leur cerveau est si étroit qu'une trop grosse bouchée pourrait provoquer des lésions cérébrales.

### Locomotion
Les nageoires, aussi appelées ailettes, contrairement à celles des autres animaux marins, ne sont pas la principale source de locomotion chez la plupart des espèces de calmar. Elles ne servent généralement que pour les déplacements lents, comme l'approche d'une proie.
Pour les déplacements rapides, le calmar utilise un système de propulsion par réaction. Le manteau est un muscle capable de contractions rythmiques et très énergiques, présentant des ouvertures juste en arrière de la tête. À chaque fois qu'il se dilate, l'eau entre par les ouvertures du manteau. Vers l'avant, côté ventral, le manteau forme une sorte de tube, le siphon : lorsque l'eau est chassée brusquement par le siphon, il en résulte un déplacement rapide de l'animal par réaction, en sens contraire du courant d'eau généré. La direction du siphon peut être modifiée, en fonction de la direction choisie.
Certains calmars, comme l'encornet planeur ou le calmar de récif des Caraïbes, sont capables de sauter, voire voler au-dessus de la surface à des hauteurs surprenantes. Alors qu'ils ne sont pas particulièrement aérodynamiques, ils atteignent une vitesse assez impressionnante en utilisant leur moyen de propulsion ; l'eau est expulsée du siphon en continu, tandis que le calmar est en vol. Leur vol plané peut se faire sur une trentaine de mètres. Ce comportement peut se manifester en groupe et les vols se faire de manière synchrone.

### Encre
Dans le siphon se trouve une glande qui secrète de la sépia, une encre noirâtre, liquide et dense. Quelques gouttes de cette substance suffisent à troubler l'eau autour du calmar afin qu'il prenne la fuite face à un prédateur, en combinant cette action avec la transformation de sa coloration par le jeu des chromatophores.

### Homochromie et luminescence

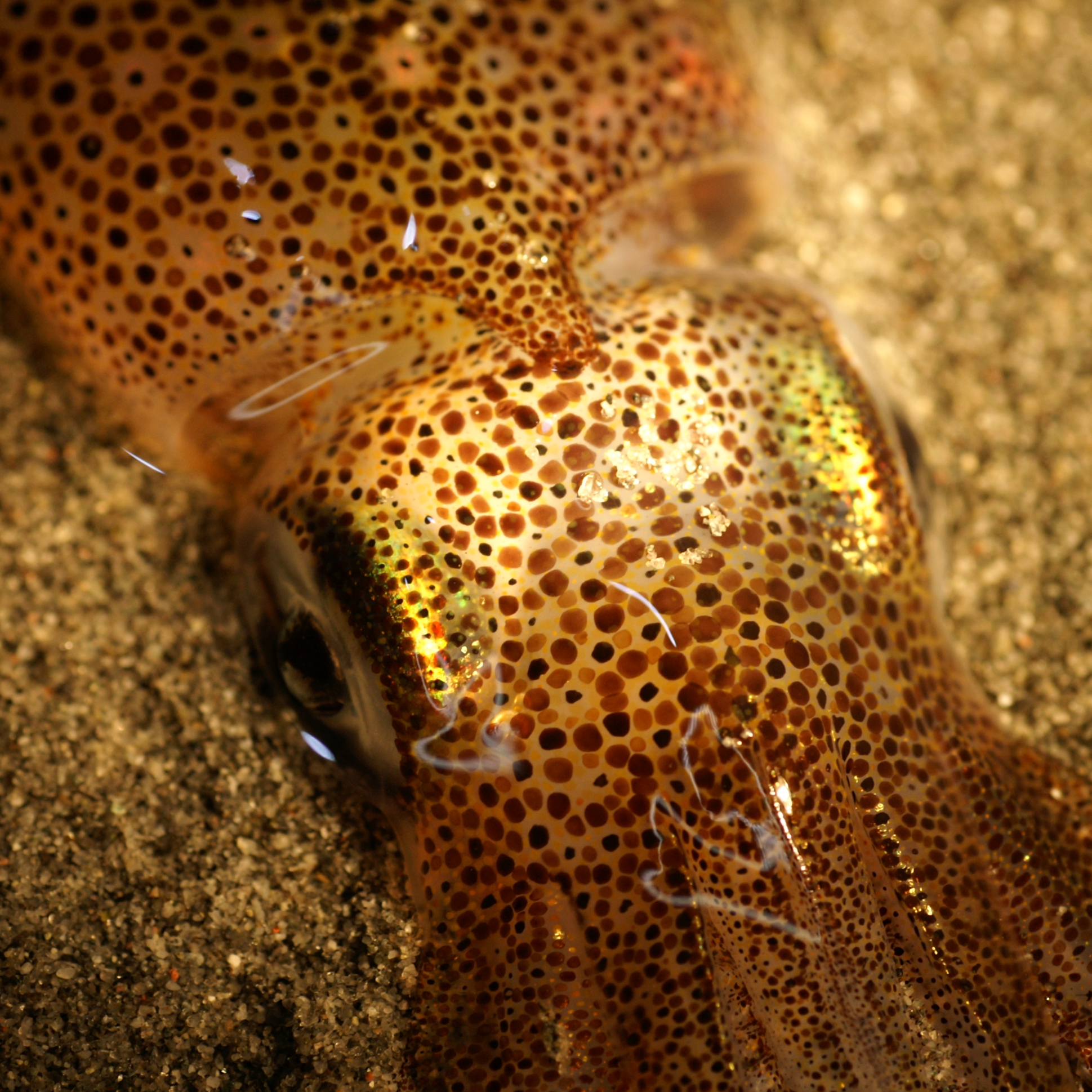
Les chromatophores d'un encornet de Californie.

La peau est recouverte de chromatophores, c'est-à-dire des cellules contenant des pigments colorés, qui permettent aux calmars de changer de couleur sous l'influence de stimuli externes ou internes, les rendant presque invisibles par homochromie. Lorsque le calmar est en colère[Information douteuse], son corps se marbre aussitôt de taches dont le centre est rouge ou brun, et dont les bords sont estompés.
À ces changements de teinte s'ajoutent des irisations dues à des phénomènes physiques d'interférences produites par de fines lamelles disposées les unes sur les autres au-dessous des cellules colorantes. Le dessous du corps est presque toujours plus clair que le dessus, afin de fournir un camouflage aussi bien vu d'au-dessus (le dos sombre se confond avec l'obscurité des grands fonds) que vu d'au-dessous (le ventre clair se confond avec la luminosité de la surface).
La plupart des calmars vivant dans les grandes profondeurs possèdent des photophores sur la peau (calmars bijoux) ou dans le corps (calmars perlés). Ils peuvent allumer ou éteindre leurs lumières à leur guise selon le niveau d'éclairement ambiant et masquer ainsi leur présence aux prédateurs autant qu'aux proies. Certains possèdent des photophores oculaires et s'en servent pour repérer une proie, en estimer la taille et la distance, comme le calmar colossal.
Chez certaines espèces de céphalopodes, aussi bien dans l'ordre des teuthides, comme chez l'espèce Euprymna scolopes, que dans d'autres ordres comme chez les sépiolides, des bactéries symbiotiques les aident à produire leur bioluminescence (par création de luciférases oxydant les luciférines), comme Aliivibrio fischeri, un bacille à l'origine de la découverte de la détection du quorum.

### Intelligence

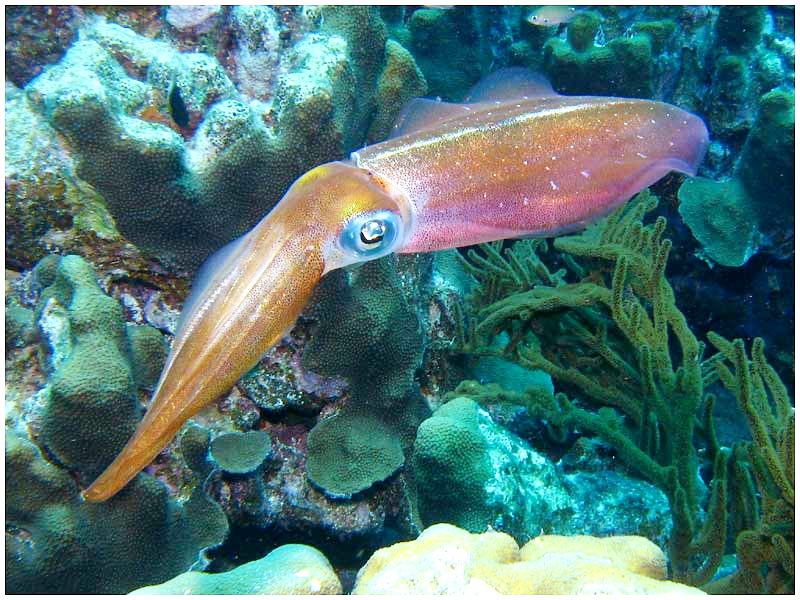
Un calmar de récif des Caraïbes.

À l'instar des seiches comme des pieuvres, le calmar montre une intelligence relativement élevée parmi les invertébrés. Par exemple, les encornets géants chassent en groupe les bancs de poissons, en utilisant la communication active. La coopération présente chez cette espèce fut la première observation d'un tel comportement chez les invertébrés.
Certaines espèces peuvent également utiliser des changements de couleurs, de motifs et autres clignotements pour communiquer ou lors de comportements à composante sexuelle. Le calmar de récif des Caraïbes peut par exemple formuler un message par certaines gammes de couleur à un calmar sur sa droite, tandis qu'il communique un message différent à un individu sur sa gauche,.

### Reproduction

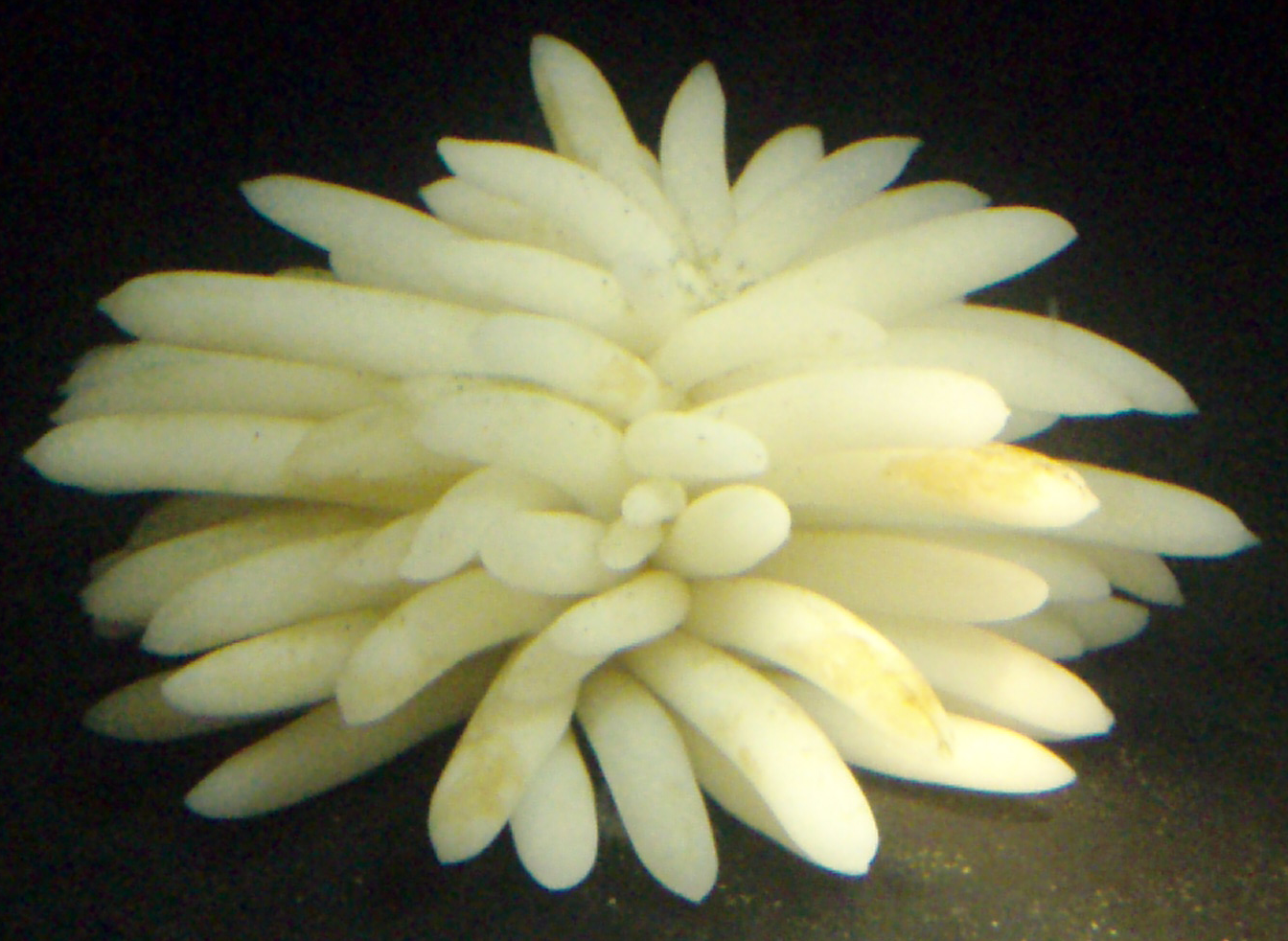
Grappe d'œufs de calmar.

Lors de l'accouplement, le mâle saisit avec un de ses bras hectocotyles ses spermatophores et les introduit dans la cavité palléale de la femelle.
Les œufs sont pondus par le siphon et sont le plus souvent réunis en pontes gélatineuses ou en grappes. La plupart des calmars abandonnent leurs œufs sur le fond ou à l'abri de cavités rocheuses, mais le calmar aux yeux noirs fait exception ; la femelle pond et porte ses milliers d'œufs dans une poche durant 6 à 9 mois dans les profondeurs.

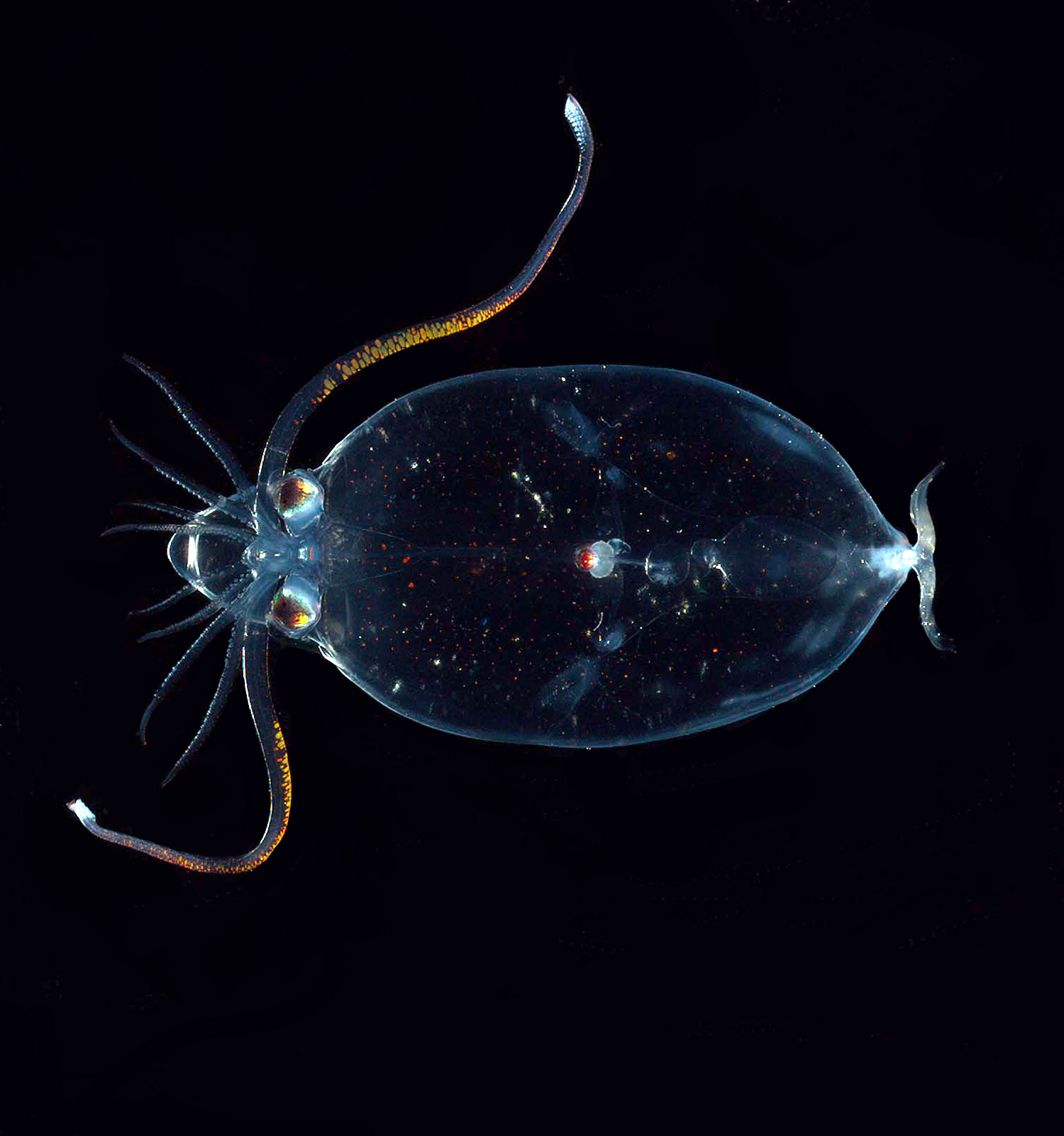
Un cranchiidé juvénile.

La durée de la période précédant l'éclosion varie beaucoup ; des œufs plus petits dans les eaux plus chaudes sont les plus rapides à éclore, avec des nouveau-nés qui peuvent apparaître après seulement quelques jours, tandis que les grands œufs pondus dans des eaux plus froides peuvent mettre un an à se développer jusqu'à l'éclosion. De la ponte à l'éclosion, le processus suit un sens similaire chez toutes les espèces, la principale variable étant la quantité de vitellus à la disposition des juvéniles et le moment où il est absorbé par l'embryon. Lors du développement, la segmentation de l'œuf est partielle et ne présente pas de signe de segmentation spirale.
Le développement est direct, c'est-à-dire sans métamorphose. Les jeunes ne passent pas par un stade larvaire stricto sensu. Ils apprennent rapidement à chasser et affinent peu à peu leur stratégie au gré de leurs rencontres avec des proies.
La croissance des juvéniles est généralement allométrique, la croissance des adultes est isométrique.

### Comportements sociaux

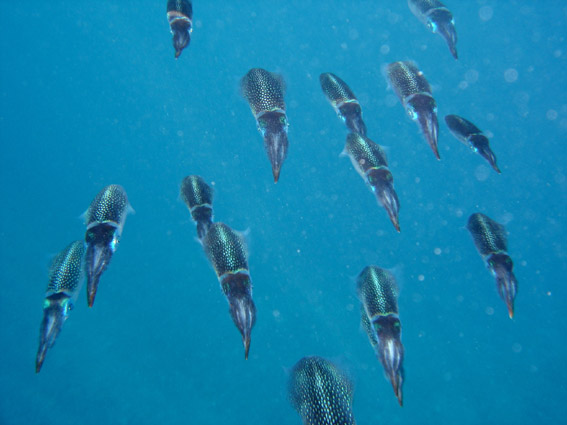
Un banc de Sepioteuthis lessoniana.

La plupart des espèces sont grégaires et vivent en bancs, mais certaines espèces sont solitaires.

### Prédateurs
Les calmars sont compris dans le régime alimentaire de mammifères marins (cétacés, phoques…), d'oiseaux marins et de divers poissons. Le régime alimentaire de nombreuses baleines à dents est principalement constitué de calmar ; on les qualifie de teuthophages.

## Systématique

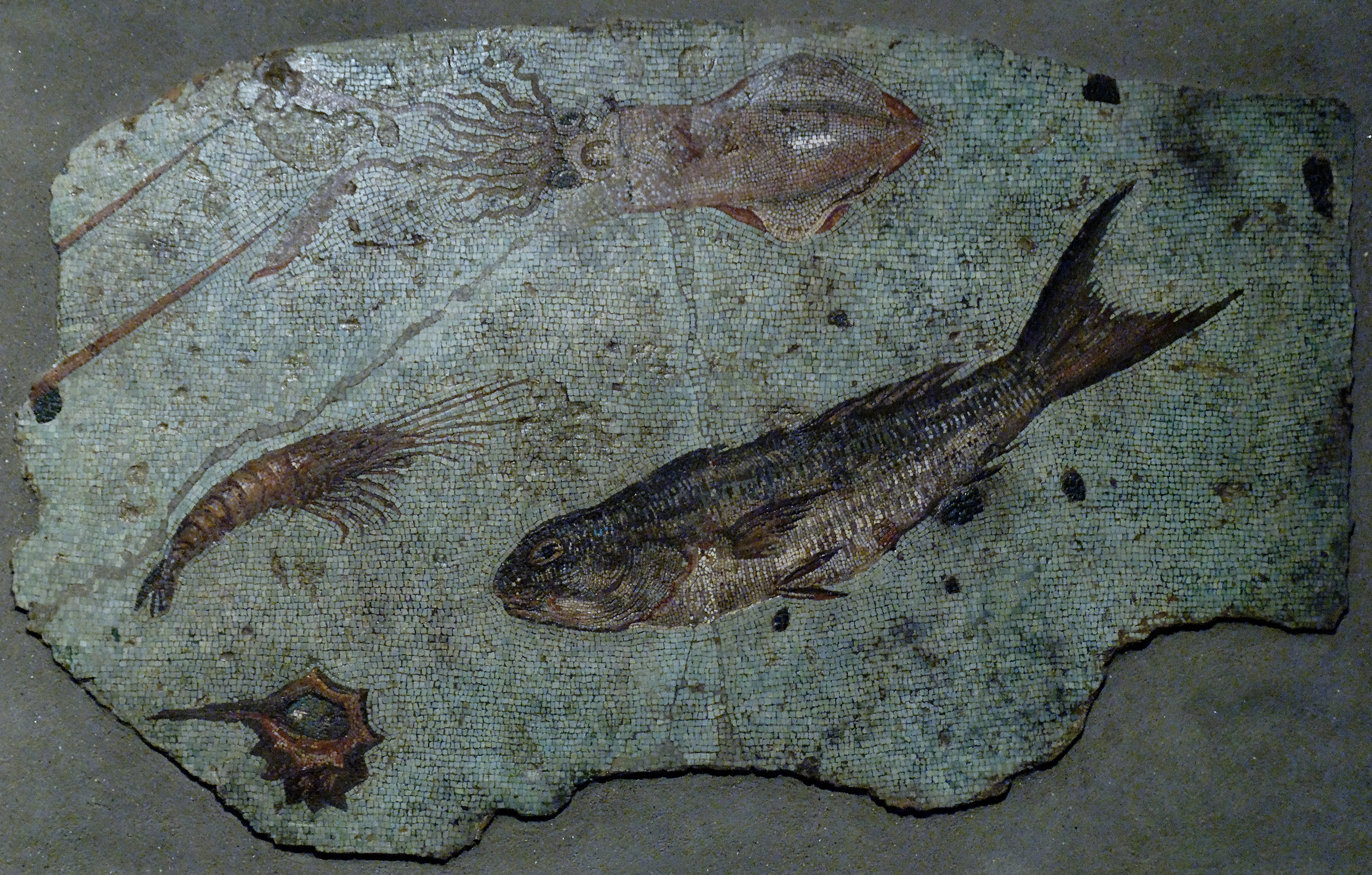
Un coléoïde en haut d'une mosaïque du (musées du Capitole).

### Taxinomie
La plus ancienne description concernant ces mollusques se trouve dans l'Histoire des Animaux d'Aristote. Plusieurs céphalopodes sont décrits, dont deux espèces pélagiques une grande espèce nommée en grec ancien τευθύς (teuthus) et une petite nommée τευθις (teuthis) qu'il signale plus nombreuse que la première. Ces céphalopodes sont usuellement traduits par « grand calmar » et « calmar », mais il est difficile de savoir précisément à quelles espèces s'appliquaient ces deux termes. Aristote évoque aussi les seiches (sepia) de l'ordre des sépiides puisque disposant d'un os et la multiplicité des espèces de pieuvres qui contrairement aux autres peuvent marcher sur leurs pieds et n'ont pas de plume, ni d'os. Il n'est guère étonnant que les pieuvres soient mieux connues à l'époque car elles vivent, elles, près des côtes.
Le terme latin pour désigner ces animaux était loligo, certains noms de taxon, familles, genres et espèces en dérivent. Teuthida dérive du grec ancien.
Les taxons Teuthis et Teuthys ont été utilisés autrefois pour désigner, d'une manière assez maladroite, les poissons marins tropicaux des genres Acanthurus et Siganus,, c'est pourquoi le genre Teuthis défini par Carl von Linné (quelquefois orthographié Theutis) a été rendu caduc par Lacépède et qu'aucun genre de teuthides ne se nomme ainsi. Le taxon n'a été supprimé qu'en 1972 par la Commission internationale de nomenclature zoologique.
Dans son Systema Naturae, Linné ne propose initialement que cinq coléoïdes sous le taxon Sepia, qui désigne traditionnellement une seiche, mais ces espèces ne sont pas vraiment identifiables du fait du manque de précision des observations. La 10e édition introduit le premier arbre de céphalopode. La plus ancienne description scientifique de calmar toujours valide est celle du calmar commun Loligo vulgaris par Jean-Baptiste de Lamarck en 1798.

### Histoire évolutive

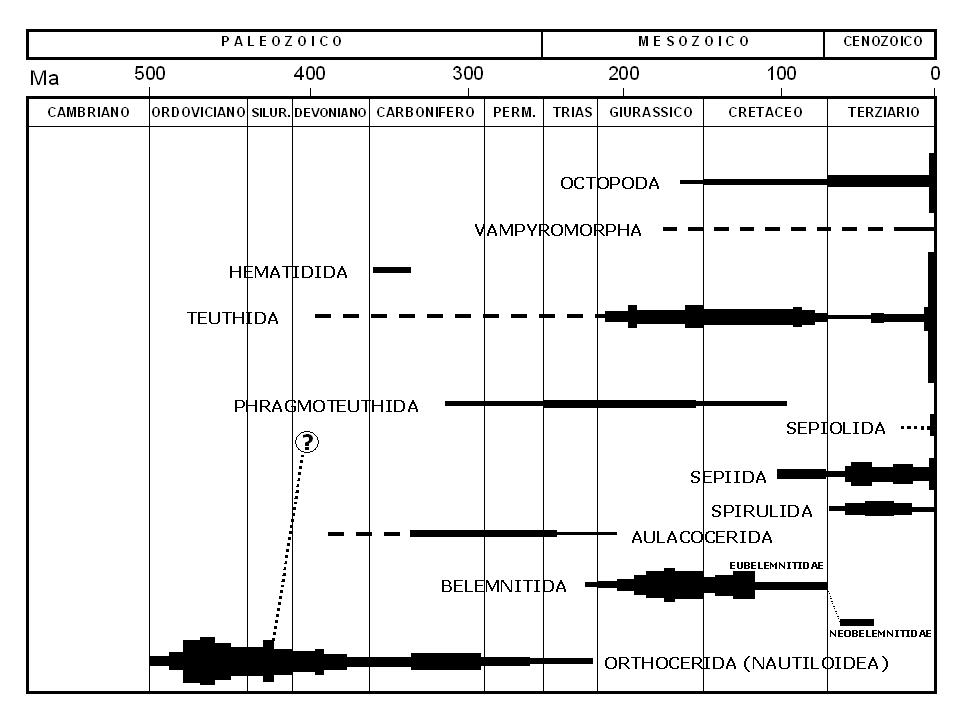
Histoire évolutive des céphalopodes coléoïdes.

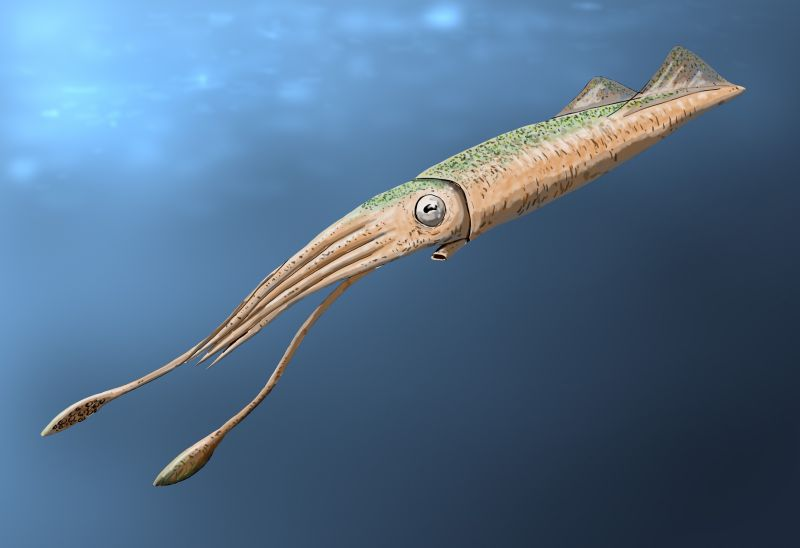
Vue d'artiste d'un Tusoteuthis du Crétacé supérieur en Amérique du Nord.

Les teuthides fossiles sont identifiés et classés selon la forme de leur plume. Les parties molles sont très rarement conservées, et pour ces rares cas, les fossiles ne permettent pas d'identifier l'animal avec précision. A contrario, la connaissance de la plume ne permet pas de connaitre la forme de l'animal. Les scientifiques tentent de déduire la forme de ces animaux en supposant que les formes sont semblables si les biotopes des formes fossiles et ceux des teuthides actuels sont identiques.
L'histoire évolutive des coléoïdes est très mal comprise en raison notamment du manque de fossiles, cependant en 2010 les recherches reposent aussi sur les analyses génétiques comme la phylogénie moléculaire. Plusieurs hypothèses sont discutées mais autant le taxon des céphalopodes est jugé monophylétique par les scientifiques, autant les ordres qui composent les Decabrachia sont soupçonnés d'être paraphylétiques. Les seuls dépôts où l'on trouve en abondance des fossiles bien conservés sont ceux d'Allemagne : Solnhofen, Holzmaden tous deux datés de 150 Ma, et celui de Hajoula au Liban daté de 100 Ma. Ces courts aperçus de l'histoire ne permettent pas de se faire une idée précise de l'évolution et les progrès dans la connaissance se feront surement par la génétique, cependant il semble que les coléoïdes se sont différenciés de leurs ancêtres mollusques avec la condensation des organes de la partie antéro-postérieure et un allongement de la partie dorso-ventrale. Le pied s'est modifié en un ensemble complexe de tentacules. Les organes des sens sont très développés, y compris les yeux, étonnamment semblables à ceux des vertébrés. La coquille a fortement régressé, devenant une fine structure interne, translucide voire transparente, la plume, qui soutient le manteau du calmar et sert de support de fixation des muscles.
Classification dite classique élaborée au début du siècle par synapomorphie
```
Les mollusques

 └─o 
Cephalopoda

   ├─o Les 
Nautiles

   └─o
     ├─o Les 
ammonites
 ressemblant aux nautiles, aujourd'hui disparus
     └─o Les 
coléoïdes
, espèces à coquille interne apparues au 
Dévonien

       ├─o Les 
bélemnites
, espèces éteintes à la suite de l'
extinction Crétacé-Tertiaire

       └─o
         ├─o 
Octobrachia
, les espèces à 8 bras au plus, séparation au début du 
Crétacé
 ou 
Jurassique

         │ ├─o 
Vampyromorphida
 dont 
Vampyroteuthis infernalis

         │ └─o Les 
pieuvres
 et autres espèces proches
         └─o Les 
Decabrachia
 à 10 bras
           ├─o 
Spirulida

           └─o
             ├─o 
Sepioida
, les deux ordres de 
seiches

             └─o les 
Teuthida
, les calmars
```

Classification phylogénétique
```
Les mollusques

 └─o 
Cephalopoda

   ├─o Certains nautiles séparés dès le 
Cambrien
, 
Nautiloidea
 est paraphylétique
   └─o Les descendants des autres nautiles
     ├─o Les 
ammonites

     └─o Les 
coléoïdes

       ├─o Les 
bélemnites

       └─o
         ├─o
         │ ├─o 
Vampyromorphida
 dont 
Vampyroteuthis infernalis

         │ └─o Les 
pieuvres
 et autres espèces proches
         └─o 
Decabrachia
 à 10 bras
           ├─o 
Spirulida

           └─o 
Teuthida
 et 
seiches

             ├─o Les seiches et certains calmars
             │ ├─o Les 
seiches

             │ └─o 
Myopsina
, certains calmars
             └─o Les autres espèces de calmars
```

Le groupe des calmars et le groupe des seiches semblent paraphylétiques, calmars et seiches disposent probablement bien d'un ancêtre commun, mais certains calmars sont plus proches des seiches que d'autres calmars.

### Familles de calmars

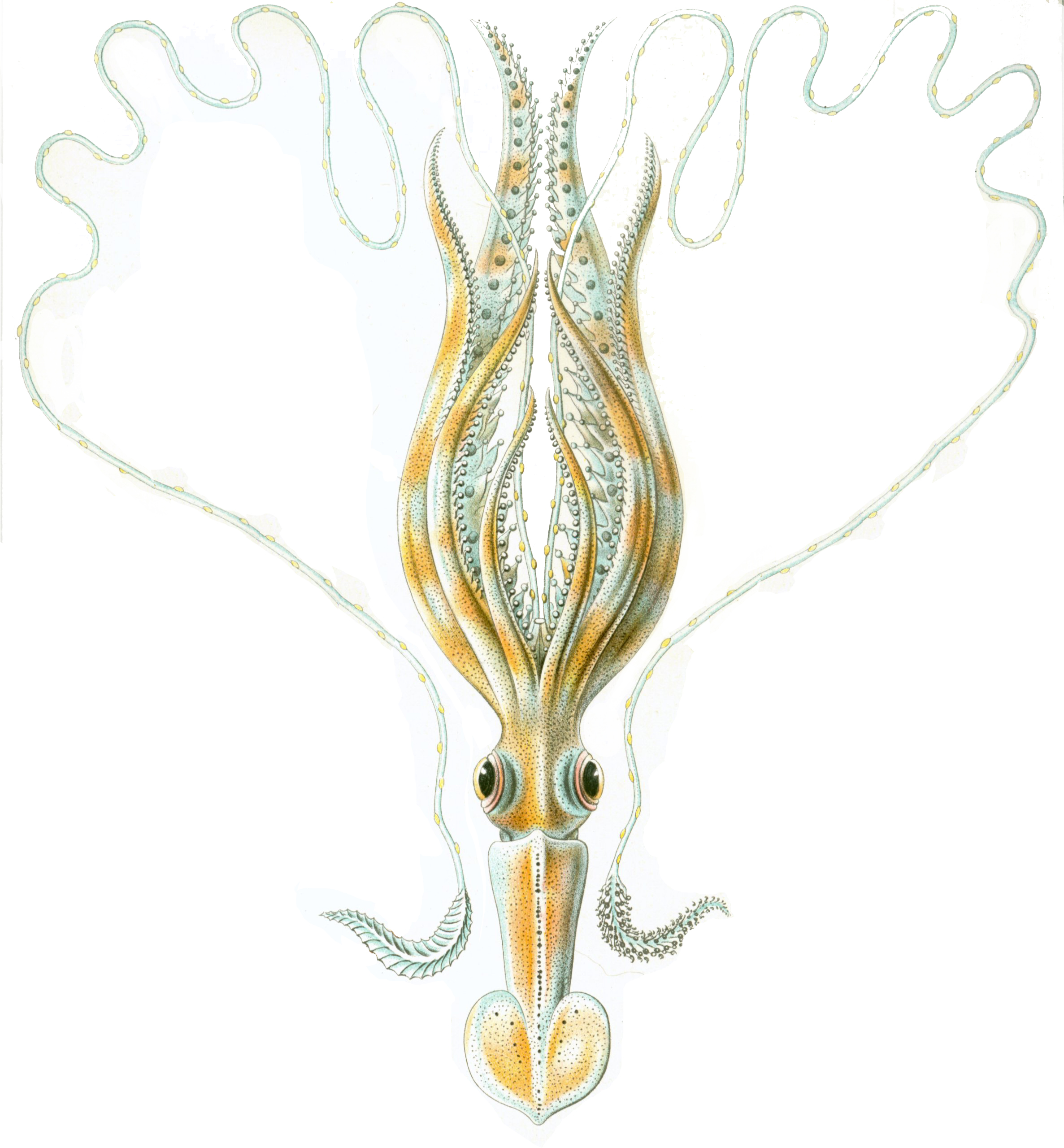
Chiroteuthis veranyi

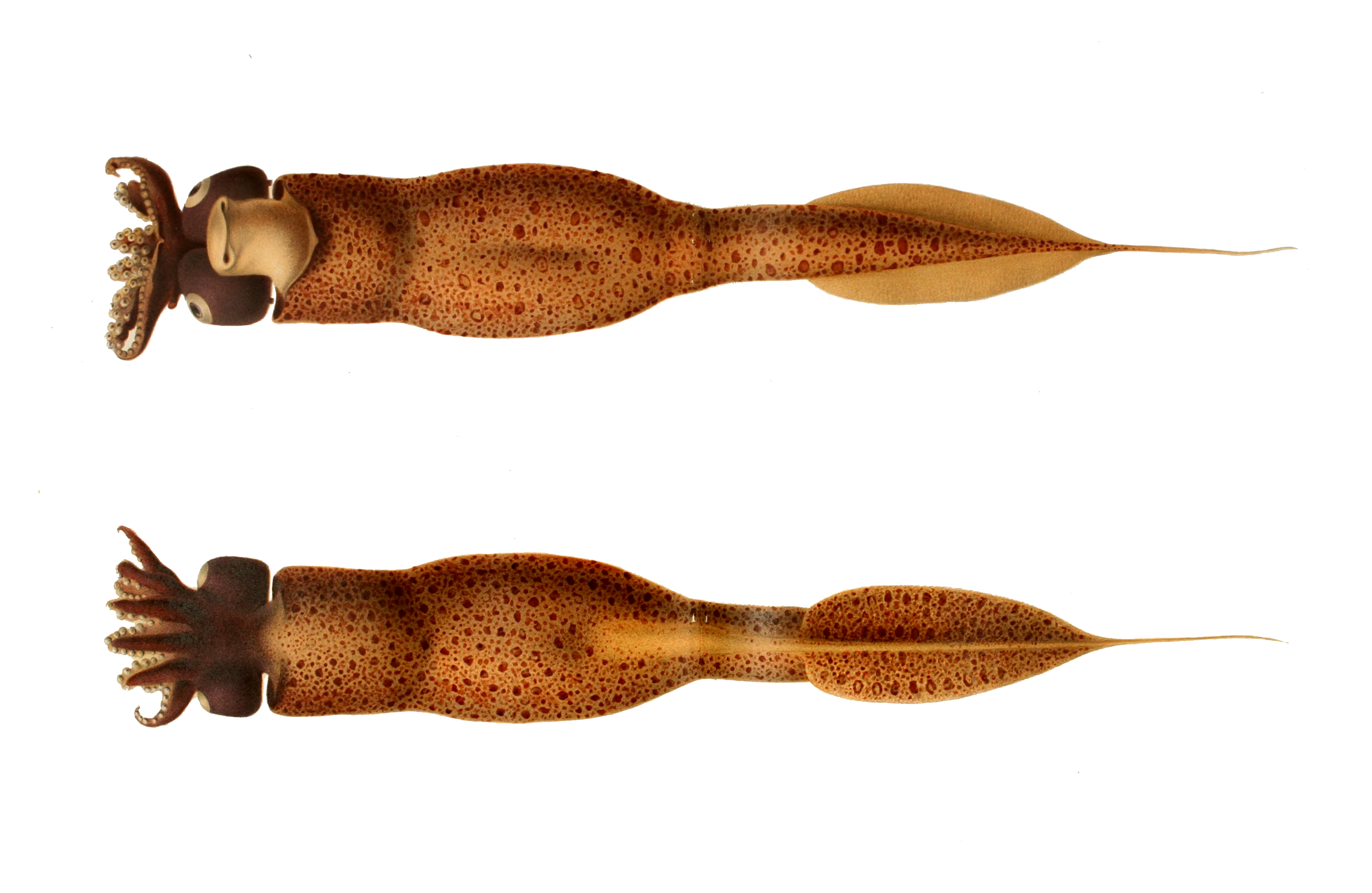
Taonius pavo

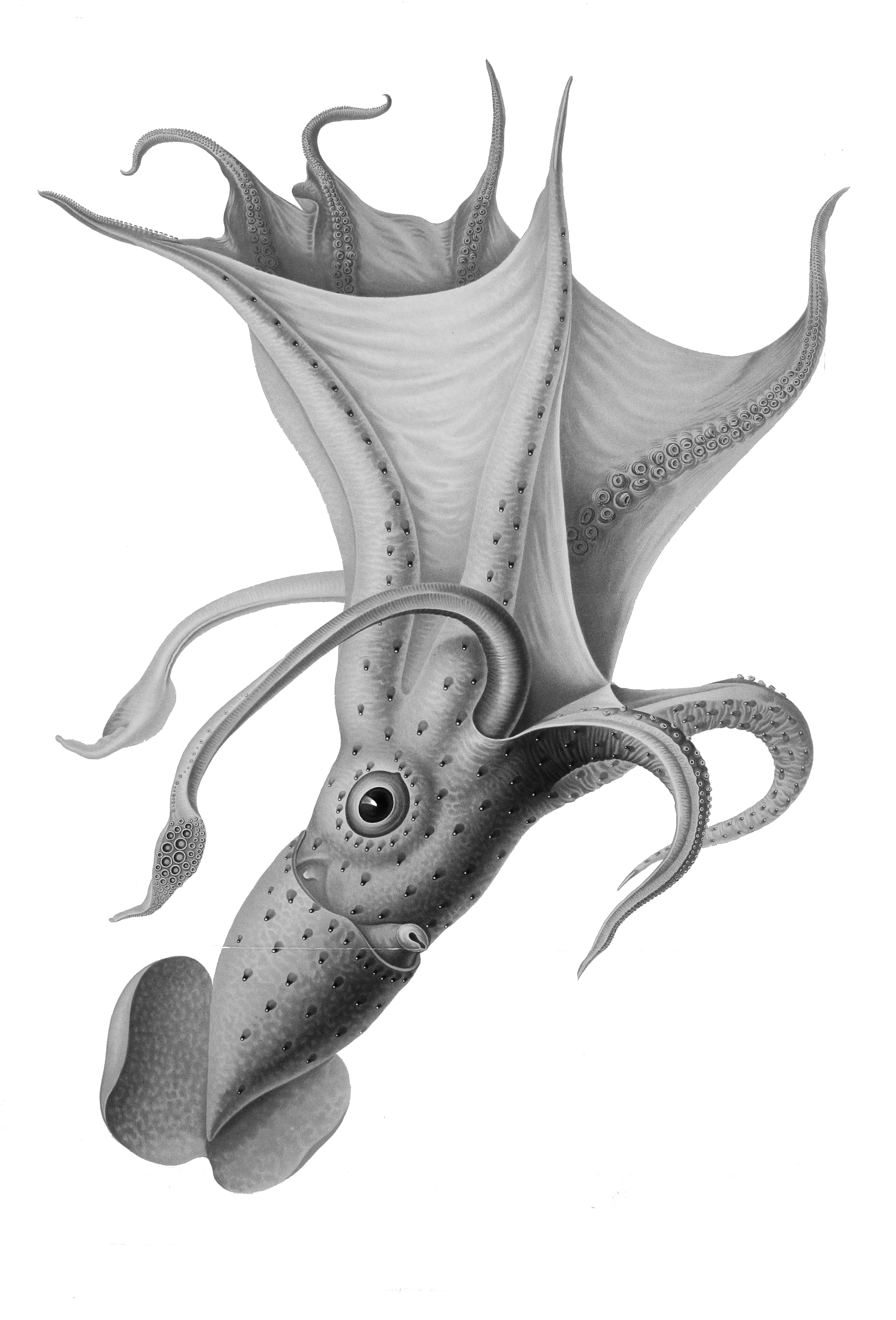
Histioteuthis bonnellii

Le groupe des calmars rassemble près de 300 espèces toujours existantes dans 29 familles. La distinction entre Myopsida et Oegopsida a été proposée par Alcide Dessalines d'Orbigny à la fin du XIXe siècle.
World Register of Marine Species (9 janvier 2015) ne considère plus les Teuthida comme un ordre valide, et sépare les calmars au sein des Decapodiformes entre les ordres des Myopsida et des Oegopsida.
Selon World Register of Marine Species (7 février 2018) :
- ordre Myopsida
  - famille Australiteuthidae C. C. Lu, 2005 -- 1 genre (monospécifique)
  - famille Loliginidae Lesueur, 1821 -- 11 genres
- ordre Oegopsida
  - famille Ancistrocheiridae Pfeffer, 1912
  - famille Architeuthidae Pfeffer, 1900
  - famille Batoteuthidae Young & Roper, 1968
  - famille Brachioteuthidae Pfeffer, 1908
  - famille Chiroteuthidae Gray, 1849
  - famille Cranchiidae Prosch, 1849
  - famille Cycloteuthidae Naef, 1923
  - famille Enoploteuthidae Pfeffer, 1900
  - famille Gonatidae Hoyle, 1886
  - famille Histioteuthidae Verrill, 1881
  - famille Joubiniteuthidae Naef, 1922
  - famille Lepidoteuthidae Naef, 1912
  - famille Lycoteuthidae Pfeffer, 1908
  - famille Magnapinnidae Vecchione & Young, 1998
  - famille Mastigoteuthidae Verrill, 1881
  - famille Neoteuthidae Naef, 1921
  - famille Octopoteuthidae Berry, 1912
  - famille Ommastrephidae Steenstrup, 1857
  - famille Onychoteuthidae Gray, 1847
  - famille Pholidoteuthidae Adam, 1950
  - famille Promachoteuthidae Naef, 1912
  - famille Psychroteuthidae Thiele, 1920
  - famille Pyroteuthidae Pfeffer, 1912
  - famille Thysanoteuthidae Keferstein, 1866

## Noms vernaculaires

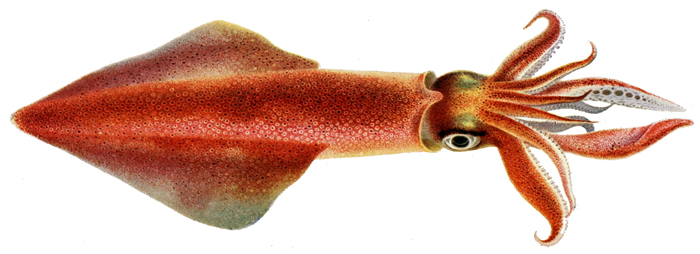
L'espèce Loligo vulgaris possède de nombreux noms vernaculaires : calmar commun, supion, chipiron, encornet, etc.

Comme pour la plupart des animaux marins, les noms vernaculaires les plus anciens désignant les céphalopodes sont peu précis, et en outre ils n'étaient connus que dans un cadre régional. Ainsi, par exemple le terme de chipiron utilisé dans le Sud-Ouest de la France, pouvait désigner aussi bien une seiche qu'un calmar. Comme l'atteste le terme normand Cônet, « cornet » était un des termes utilisés au Moyen Âge dans le nord de la France pour désigner certains de ces animaux. Plusieurs espèces de la famille des onychoteuthidés, qui disposent de sortes de crochets sur leurs tentacules, ont un nom vernaculaire formé à partir de ce terme comme le cornet boréal. Ce terme de cornet aurait été déformé en encornet et désignerait dès lors plus particulièrement en français ces animaux lorsqu'ils sont considérés en tant que comestibles ou appâts de pêche. Des espèces disposent d'un nom vernaculaire spécifique formé à partir de ce terme comme l'encornet nordique au Canada ou encornet rouge nordique en France. D'autres termes comme « Harpon » étaient également utilisés. Enfin, sur la côté méditerranéenne française, le terme de « tautène », francisation directe de l'occitan tautèna est également répandu.
L'utilisation du terme « calmar » [kalmaʀ] pour désigner ce genre d'animaux est attestée en français depuis le XVIe siècle sous les formes calemar et calamar. Ce nom vernaculaire semble emprunté de l'italien calamaro, venant du latin calamarius theca, « étui à roseaux pour écrire », qui servait à désigner une écritoire portative jusqu'au XVIIIe siècle (cf. calmart 1464), même si le latin l'a lui-même emprunté au grec, κάλαμος, « roseau ». On l'a donc vraisemblablement appliqué à l'animal, étant donné que celui-ci peut expulser un liquide noirâtre semblable à de l'encre et possède une coquille interne semblable à une plume, le tout enfermé dans son manteau en forme d'étui. Les populations du nord de la France ont élidé le "a" suivant la forme connue de E caduc tandis que les populations méridionales et provençales françaises ont tendance à conserver la lettre « a » après le « l » (calamar)  d'une manière analogue à l'espagnol (calamar) et à l'italien (calamaro); les deux orthographes étant parfaitement correctes ,.
La plupart des espèces n'ont été découvertes ou reconnues que récemment. Par conséquent elles n'ont pas de noms vernaculaires précis, les espèces les plus susceptibles d'avoir un nom vernaculaire stable étant les espèces spectaculaires ou les espèces commerciales. Aucune instance de normalisation existant, les noms vernaculaires ne se fixent qu'à l'usage et peuvent donc être quelquefois peu précis. Cependant, en France, la DGCCRF qui a pour mission de contrôler l'information donnée aux consommateurs par les vendeurs ne reconnaît officiellement, en 2009, l'appellation d'encornet que pour cinq espèces à savoir Dosidicus gigas (encornet géant), Illex argentinus (encornet rouge argentin), Illex illecebrosus (encornet rouge nordique), Loligo vulgaris (encornet) et Todarodes pacificus (encornet de Chine) et l'appellation de calmar pour cinq espèces de la famille Loliginidae à savoir Uroteuthis duvauceli (calmar indien), Uroteuthis chinensis (calmar mitre), Loligo gahi (calmar de Patagonie), Uroteuthis sibogae (calmar siboga), Loligo vulgaris (calmar).
La FAO utilise les termes « encornet » et « calmar » pour désigner beaucoup d'autres espèces de teuthides. Le gouvernement du Québec également propose des normalisations, comme pour le calmar opale Loligo opalescens.

## Les calmars et l'homme

### Pêche
Du fait que les espèces de calmar pêchées ne vivent en général pas plus d'un an, certains gestionnaires des pêcheries estiment que ces calmars peuvent être pêchés sans quota. Les stocks ne semblent pas, en tout état, souffrir de surpêche.

#### Techniques de pêche

Un bateau équipé pour la technique du lamparo.

En mer Méditerranée, on pêche le calmar à l'épuisette avec la technique du lamparo car il est attiré par la lumière. Des concentrations très importantes de cet animal se produisent périodiquement en certains endroits, leur pêche est alors plutôt un « ramassage ».
Une forme de pêche industrielle existe pour deux espèces de calmars (Todarodes pacificus et Ommastrephes bartrami de la famille des ommastrephidés), surtout pratiquée en Asie par la flotte de pêche du Japon (et moindrement en Nouvelle-Zélande où l'on pêche les calmars Nototodarus sloanii et Dosidicus gigas, et en Atlantique du Sud-Ouest où l'on pêche une autre espèce : Illex argentinus).
Au Japon, le lamparo a rapidement été remplacé par des batteries de puissants projecteurs (150 projecteurs de 2 kilowatts chaque, de lumière blanche avec parfois de la lumière verte intercalée, ceci pour un seul bateau de pêche industrielle). Certains navires immergent même des lampes qu'ils remontent lentement avec les bancs de calmars. La quantité de lumière utilisée était telle dans les années 1980 que ces bateaux étaient aussi visibles par satellite de nuit que les villes éclairées du littoral japonais.
La pêche à la palangre est une technique couramment utilisé pour l'exploitation industrielle de calmar de taille moyenne. Les calmars s'accrochent aux hameçons disposés au bout de morceaux de cordage, eux-mêmes attachés à une ralingue d'une longueur définie. Elle peut être pélagique (dans ce cas, elle reste retenue par le navire) ou bien de fonds (dans ce cas elle est munie de pioches et de sauves-cul).
La très ancienne technique de la senne coulissante, aussi utilisée pour les poissons, consiste à capturer les calmars à la surface en pleine eau en les encerclant à l'aide d'un filet. Ce dernier est monté sur deux ralingues, l'une garnie de flotteurs et l'autre d'un lest. Il est manœuvré par deux filins fixés aux extrémités servant au halage et au rabattage des calmars. Cette technique permet de capturer de grandes quantités, mais les calmars étant de constitution fragile, les pertes sont nombreuses. En Méditerranée, la senne est utilisée lors de la pêche au lamparo.
Le chalutage de fond est une technique souvent utilisée pour capturer les poissons de fond, mais elle permet également de capturer la plupart des calmars vivant dans les profondeurs. Comme son nom l'indique, ce chalut est positionné à proximité du fond et ramasse tout ce qui se trouve dans son sillon.
La technique de la turlutte fonctionne avec certains calmars comme l'encornet rouge, c'est un simple morceau de plomb entouré d'hameçons.

#### Volume mondial de pêche

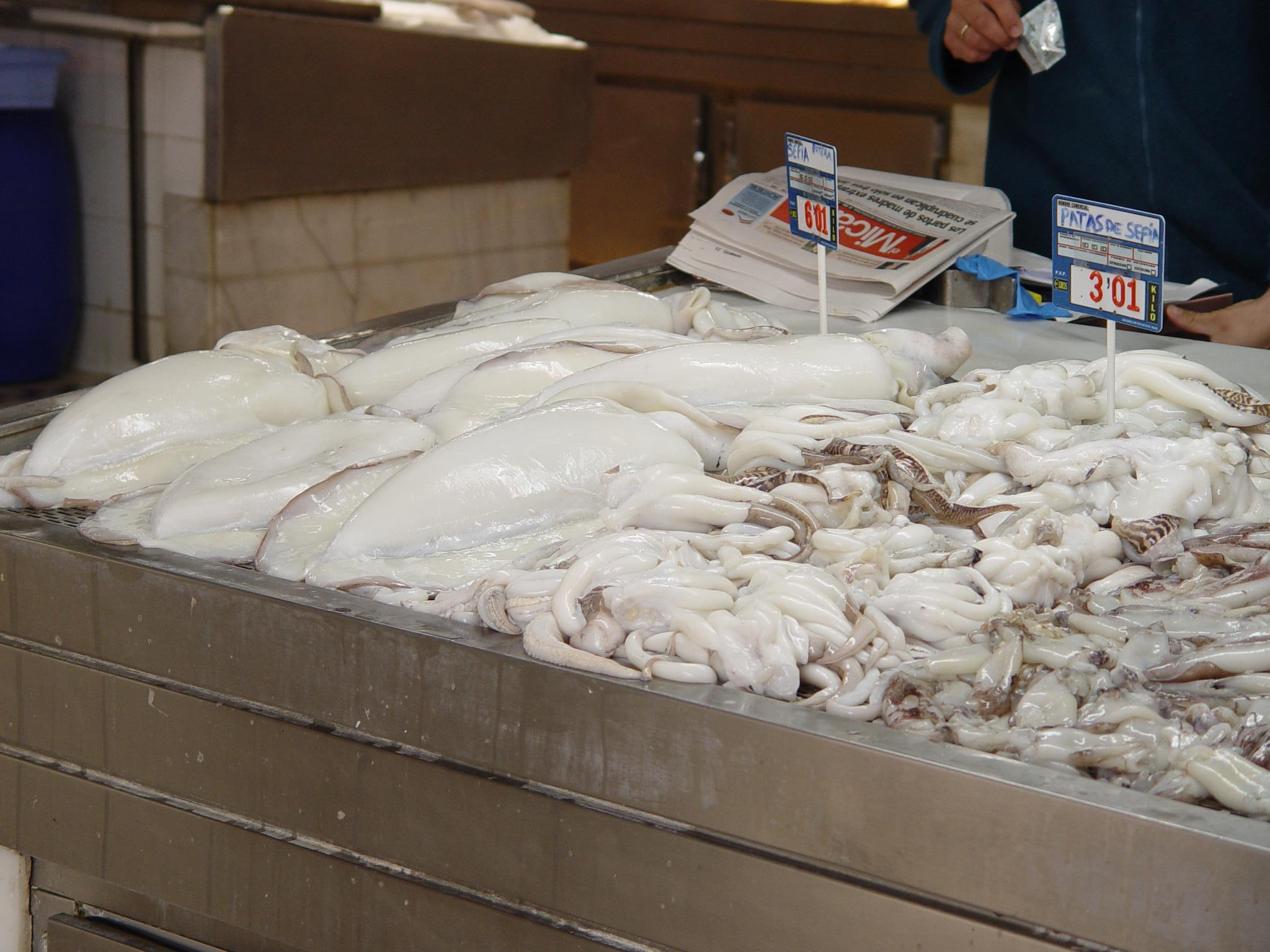
Différents calmars sur l'étalage d'un marché de Valence, en Espagne.

Selon la FAO, les captures de céphalopodes pour 2002 étaient de 3 173 272 tonnes. Sur ce total, 2 189 206 tonnes (soit 75,8 %) étaient des calmars. Le tableau suivant donne la liste des espèces de calmars pêchés qui ont dépassé 10 000 tonnes (22 000 000 de lbs) en 2002.
| Espèce                | Famille        | Nom commun              | Prise en tonnes | Pourcentage |
| --------------------- | -------------- | ----------------------- | --------------- | ----------- |
| Illex argentinus      | Ommastrephidae | Encornet rouge argentin | 511 087         | 23,3        |
| Todarodes pacificus   | Ommastrephidae | Toutenon japonais       | 504 438         | 23,0        |
| Dosidicus gigas       | Ommastrephidae | Encornet géant          | 406 356         | 18,6        |
| Calmars communs       | Loliginidae    |                         | 225 958         | 10,3        |
| Nototodarus sloanii   | Ommastrephidae | Encornet minami         | 62 234          | 2,8         |
| Loligo gahi           | Loliginidae    | Calmar de Patagonie     | 24 976          | 1,1         |
| Ommastrephes bartrami | Ommastrephidae | Encornet volant         | 22 483          | 1,0         |
| Loligo pealeii        | Loliginidae    | Calmar totam            | 16 684          | 0,8         |
| Autres calmars        |                |                         | 414 990         | 18,6        |
| Total                 |                |                         | 2 189 206       | 100,0       |

#### Réglementation
En France, la pêche et la commercialisation des céphalopodes obéissent à des règles strictes. L'appellation commerciale est également réglementée.

#### Aquaculture
Plusieurs expériences d'élevages industriels ont été menées mais en 2010, toutes les étapes du processus ne sont pas bien maîtrisées. Des recherches pour maîtriser les processus sont en cours.

### Gastronomie

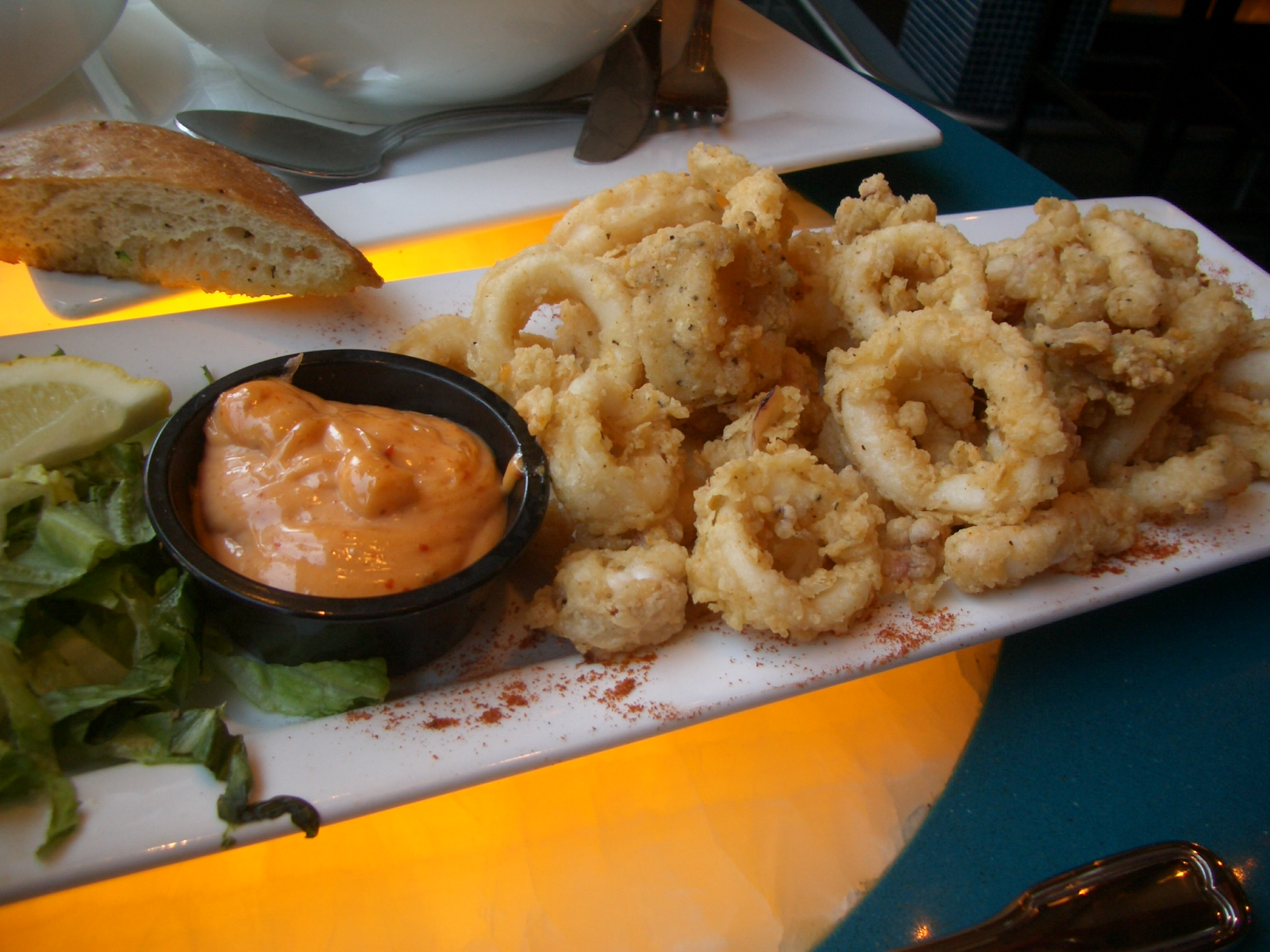
Rondelles de calmars frits.

Les calmars constituent une ressource alimentaire indéniable, dont les principaux consommateurs sont les Turcs, les Japonais, les Italiens, les Espagnols, les Coréens et les Indiens.
Le corps peut être farci en entier, coupé en morceaux, en tranches ou en rondelles, cuisiné « à la romaine », « à l'armoricaine », etc. Les bras, les tentacules et l'encre sont aussi comestibles. Pour faire simple, les seules parties qui ne sont pas consommées sont le bec et la plume.
Le calmar est un aliment riche en sélénium, en vitamine B12, et en riboflavine.

### Environnement

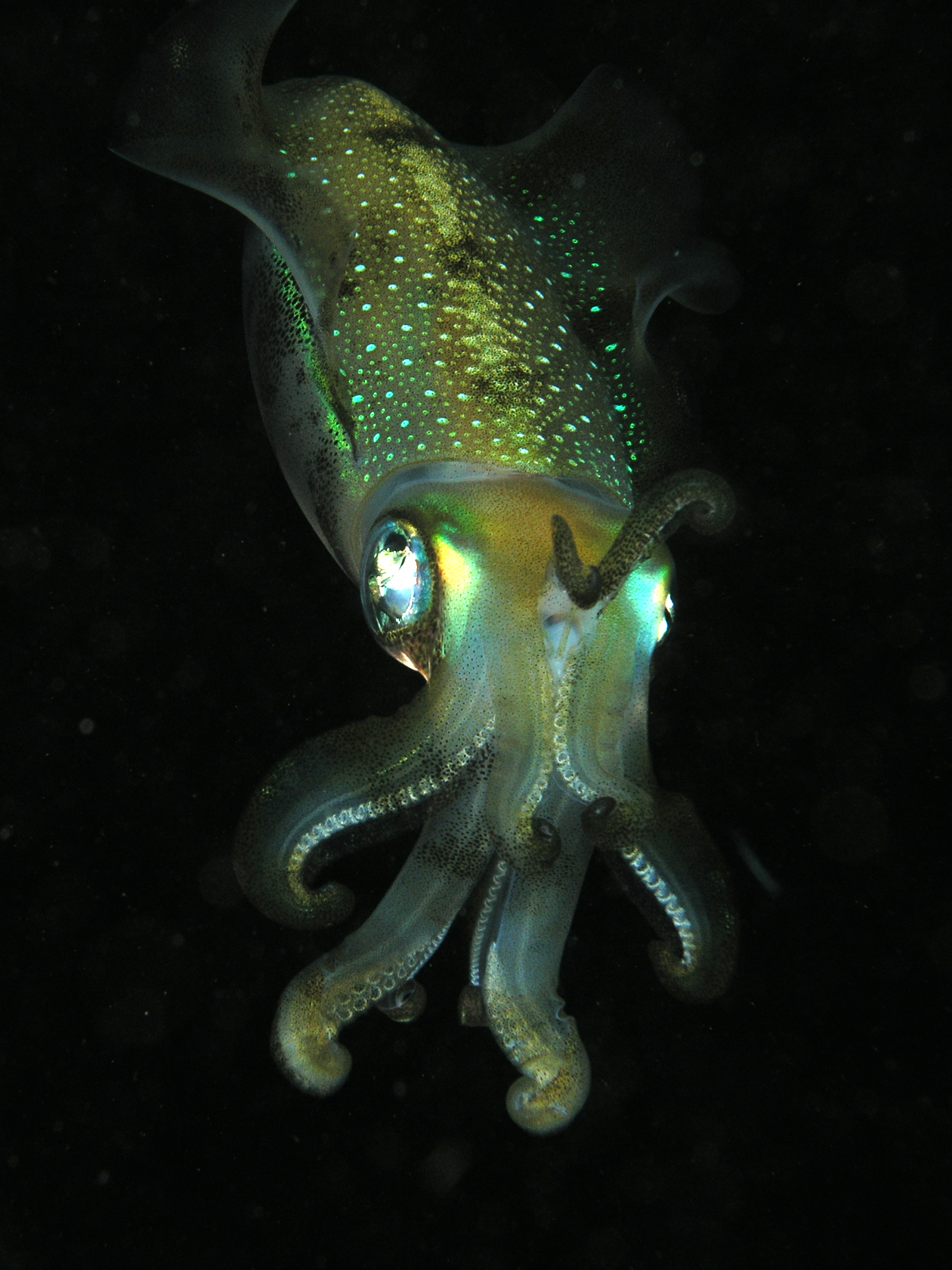
Sepioteuthis lessoniana

Les calmars sont de très bons indicateurs de pollution. Ils sont utilisés par les chercheurs en écologie marine et en écotoxicologie qui analysent l'impact des polluants, tels que certains métaux lourds, sur l'évolution des populations d'animaux marins et sur leur adaptation aux changements environnementaux. L'écotoxicologue Paco Bustamante étudie par exemple la manière dont les calmars assimilent et concentrent les métaux tels que le mercure ou le cadmium, puis comment ils les éliminent. Il trace les polluants sur l'ensemble du réseau trophique, y compris chez le dernier prédateur, l'homme. Les calmars accumulent les substances nocives dans la glande digestive. L'homme ne la mange généralement pas et peut consommer le reste du calmar sans problème.

### Statut de conservation
Aucune espèce n'est citée comme menacée par l'UICN. La plupart des espèces de calmars ne sont pas en danger, en raison de leur aire de répartition souvent très grande, de leur inaccessibilité et de leur capacité à doubler leur population rapidement. Ceci s'explique par une forte pression des prédateurs supérieurs et une espérance de vie assez courte. Toutefois la dégradation de son milieu naturel ou la disparition de ses proies par l'homme suscite des inquiétudes. Les calmars sont indispensables dans le régime de plusieurs prédateurs, et la disparition des premiers dans un milieu provoquerait la disparition simultanée des seconds. Ainsi des efforts de conservation ont été mis en place, la protection de leur habitat naturel étant l'un des principaux aspects de ces efforts. L'exemple du calmar colossal montre la nécessité de mieux connaître les calmars. Après avoir découvert que sa principale proie était la légine australe, les autorités de la Nouvelle-Zélande ont instauré des quotas de pêche de cette espèce, autrefois exploitée à l'échelle industrielle.

### Science
Alan Lloyd Hodgkin est le premier scientifique à avoir montré la théorie du potentiel d'action. Leur matériel d’étude était l’axone géant de calmar (Loligo pealei), la seule structure nerveuse assez volumineuse pour leur permettre d’enregistrer les courants ioniques. Les céphalopodes sont des animaux qui sont assez étudiés en laboratoire, mais les calmars ont la réputation d'être plus difficiles à élever, les chercheurs préférant en général certaines espèces de pieuvres et de seiches.

### Culture

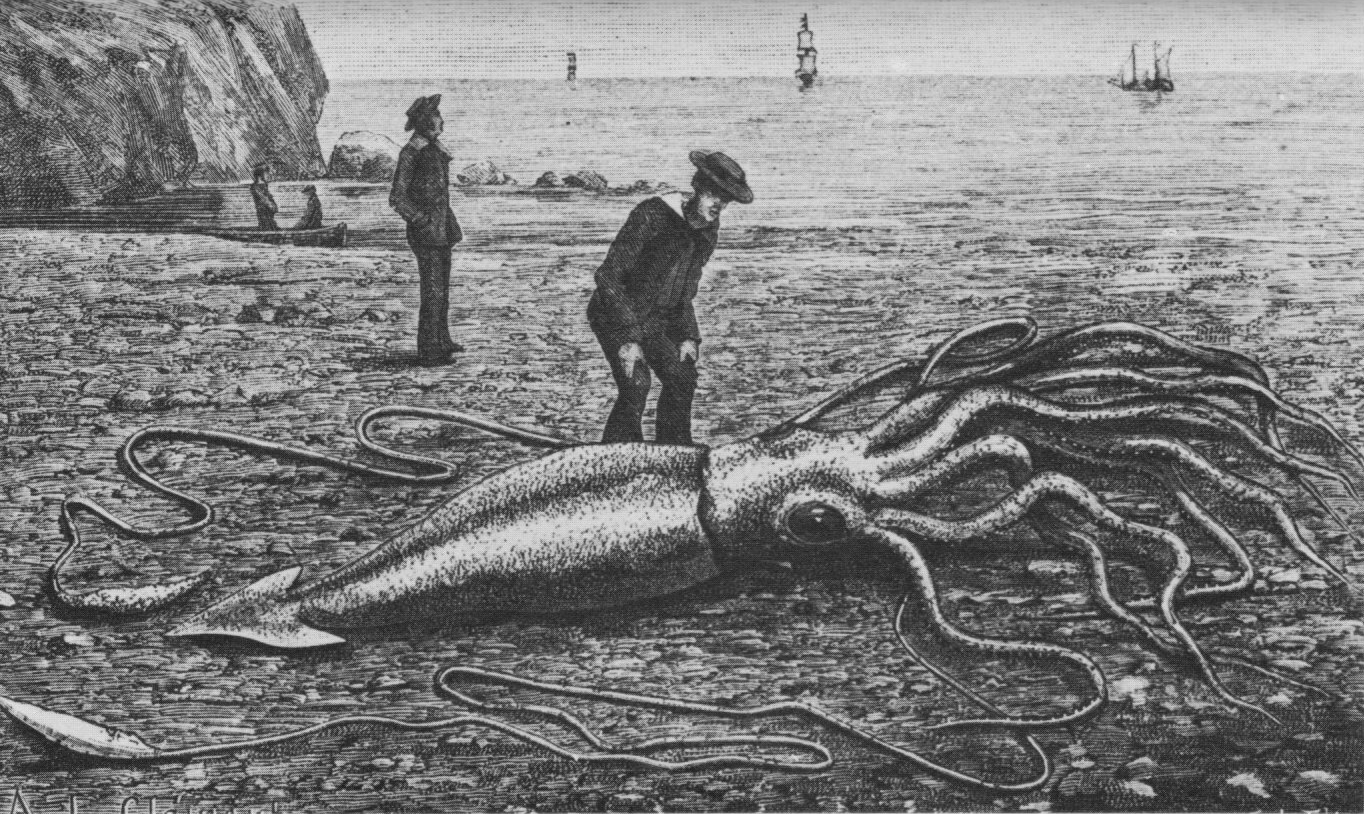
Gravure d'un calmar géant échoué en 1877 sur la baie Trinity, en Terre-Neuve.

On retrouve la trace des premiers céphalopodes géants chez l'Histoire naturelle de Pline l'Ancien. Ce Romain, naturaliste de la première heure, décrit un polypus, signifiant « nombreux pieds » et traduit par « poulpe » dans certaines versions mais possédant « deux bras majeurs », dont les tentacules attendraient les 30 pieds de long, soit plus de neuf mètres, pour un poids de 700 livres, soit plus de 300 kg.
Dans la culture occidentale, les grands calmars ont grandement nourri l'imagination des marins et inspiré les auteurs de la littérature fantastique comme en témoignent les écrits autour de la légende scandinave du Kraken, monstre marin à l'allure d'un calmar géant. Jules Verne décrit notamment dans Vingt mille lieues sous les mers en 1869 « un monstre horrible, digne de figurer dans les légendes tératologiques […] un calmar de dimensions colossales, ayant huit mètres de longueur » qui s'en prend à l'équipage du Nautilus.
C'est Pierre Dénys de Montfort qui, après la découverte d'un morceau de tentacule de huit mètres de long dans la bouche d'un cachalot, risque sa réputation de naturaliste en tentant dès 1783 de sortir l'animal du légendaire. Pourtant les premiers calmars géants, constituant le genre Architeuthis, ne seront scientifiquement décrits qu'en 1857 par le zoologiste danois Japetus Steenstrup, avec l'holotype de Architeuthis dux, le « grand calmar chef ». Cette description ne marque cependant pas la reconnaissance des calmars géants par la communauté scientifique, et ce n'est que l'échouage de spécimens dans les années 1870 qui convainquit les sceptiques. On connait tout de même de rares cas d'embarcations de pêcheurs attaquées par des calmars géants. Ce fut le cas à la fin du XIXe siècle au large de Terre-Neuve, le courage d'un des marins fit lâcher prise au monstre en lui coupant à coup de hache un tentacule.
Le premier calmar géant naturalisé a été gratifié d'un nom : Wheke, après plastination, figure aujourd'hui au Muséum d'histoire naturelle de Paris.

## Galerie

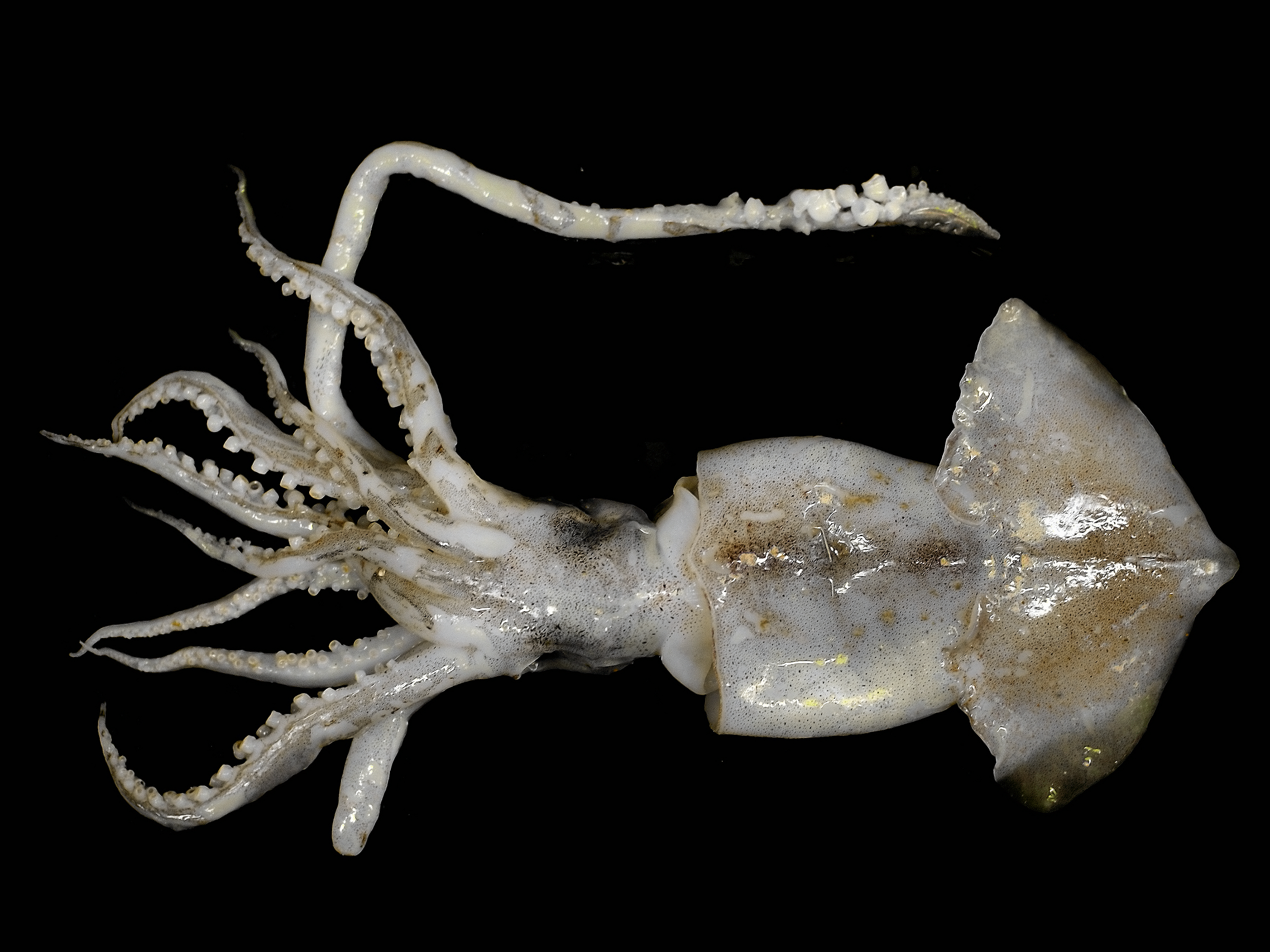
Toutenon souffleur.
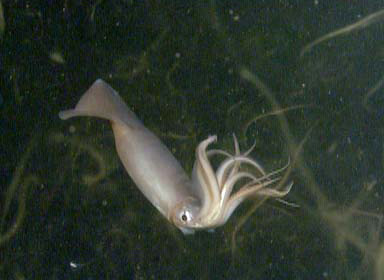
Un encornet géant.
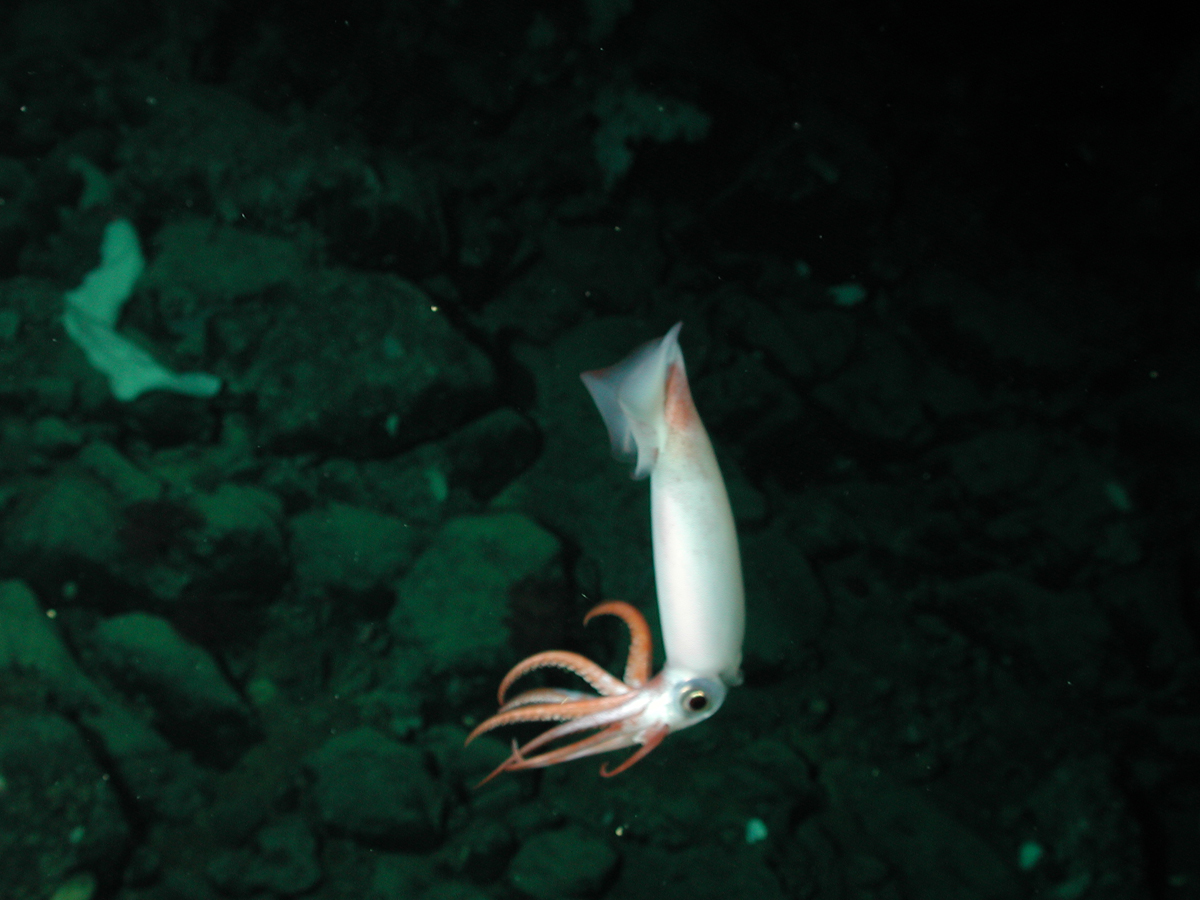
Un calmar aux yeux noirs.
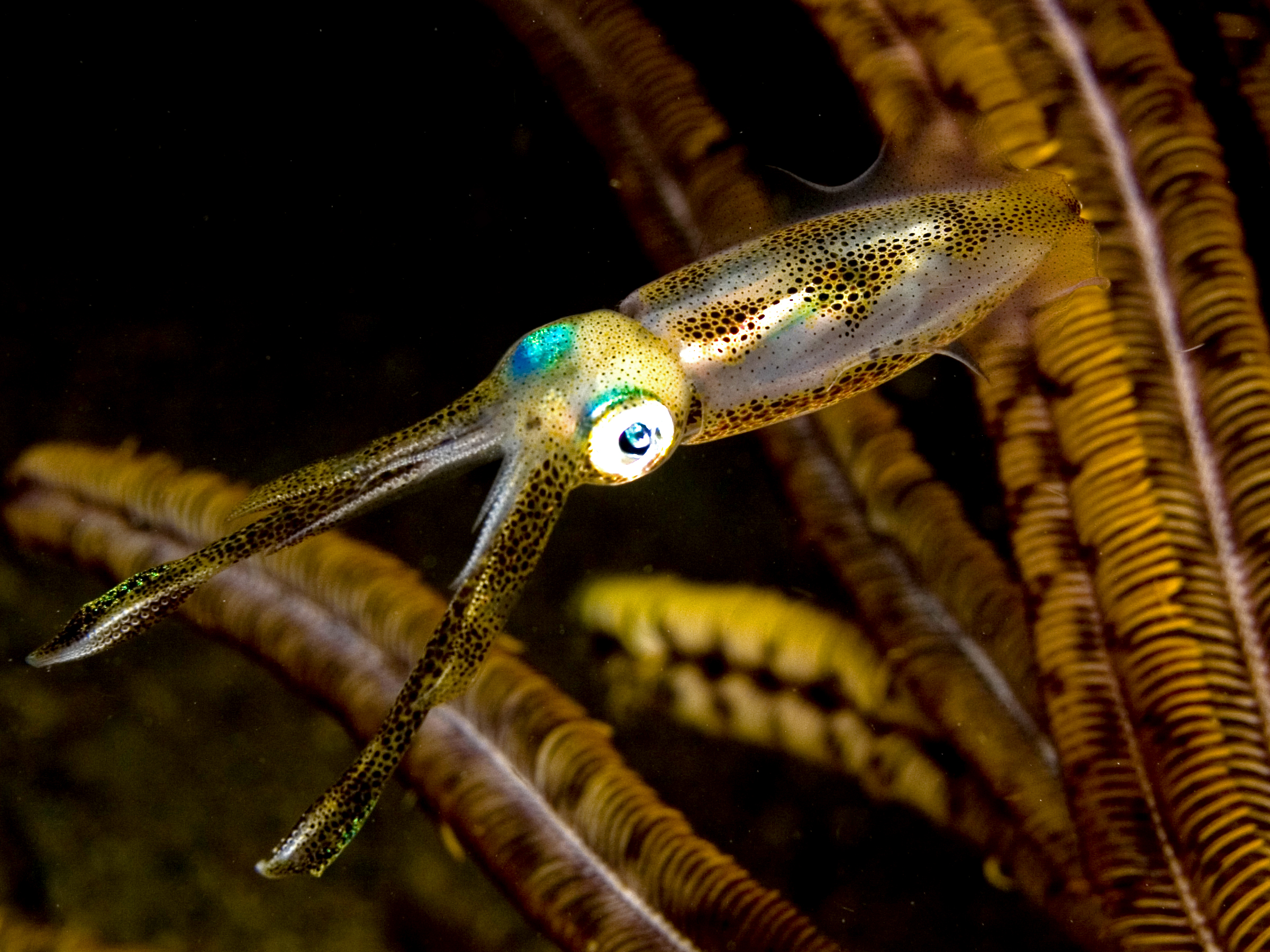
Un calmar récifal à grandes nageoires.
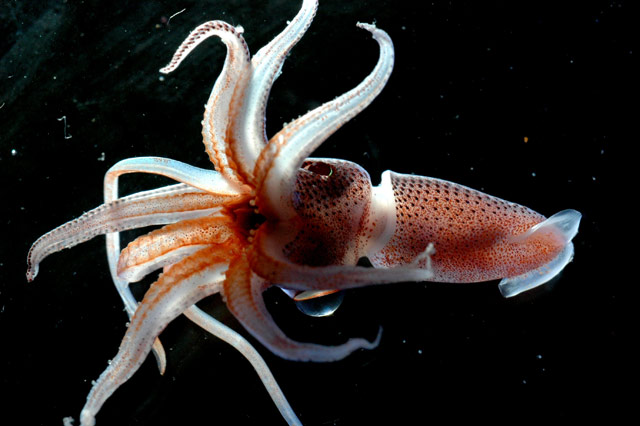
Un calmar joyau.
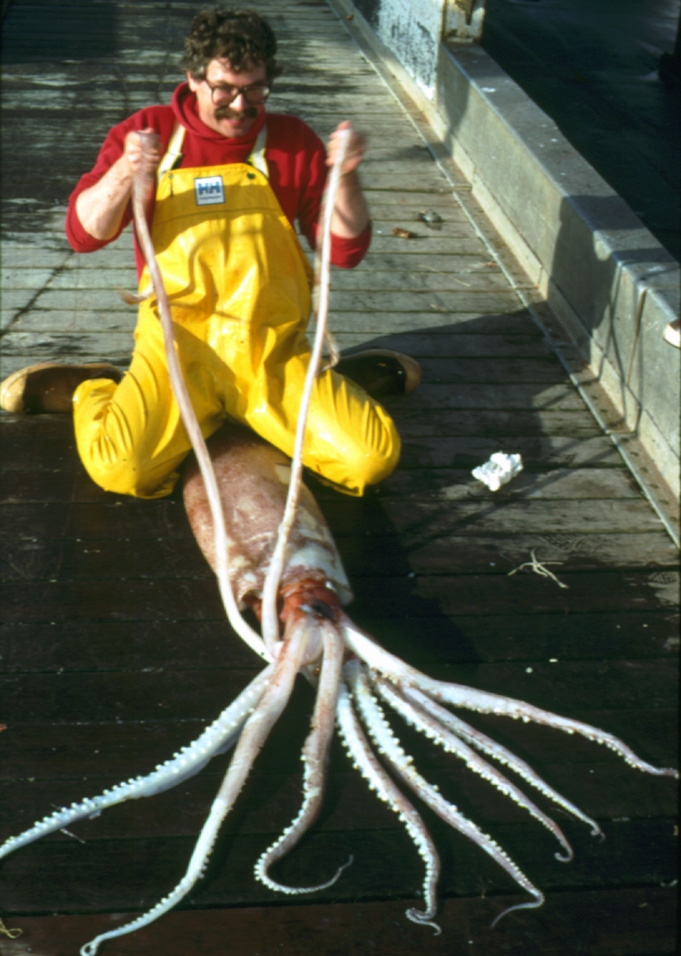
Un calmar robuste.
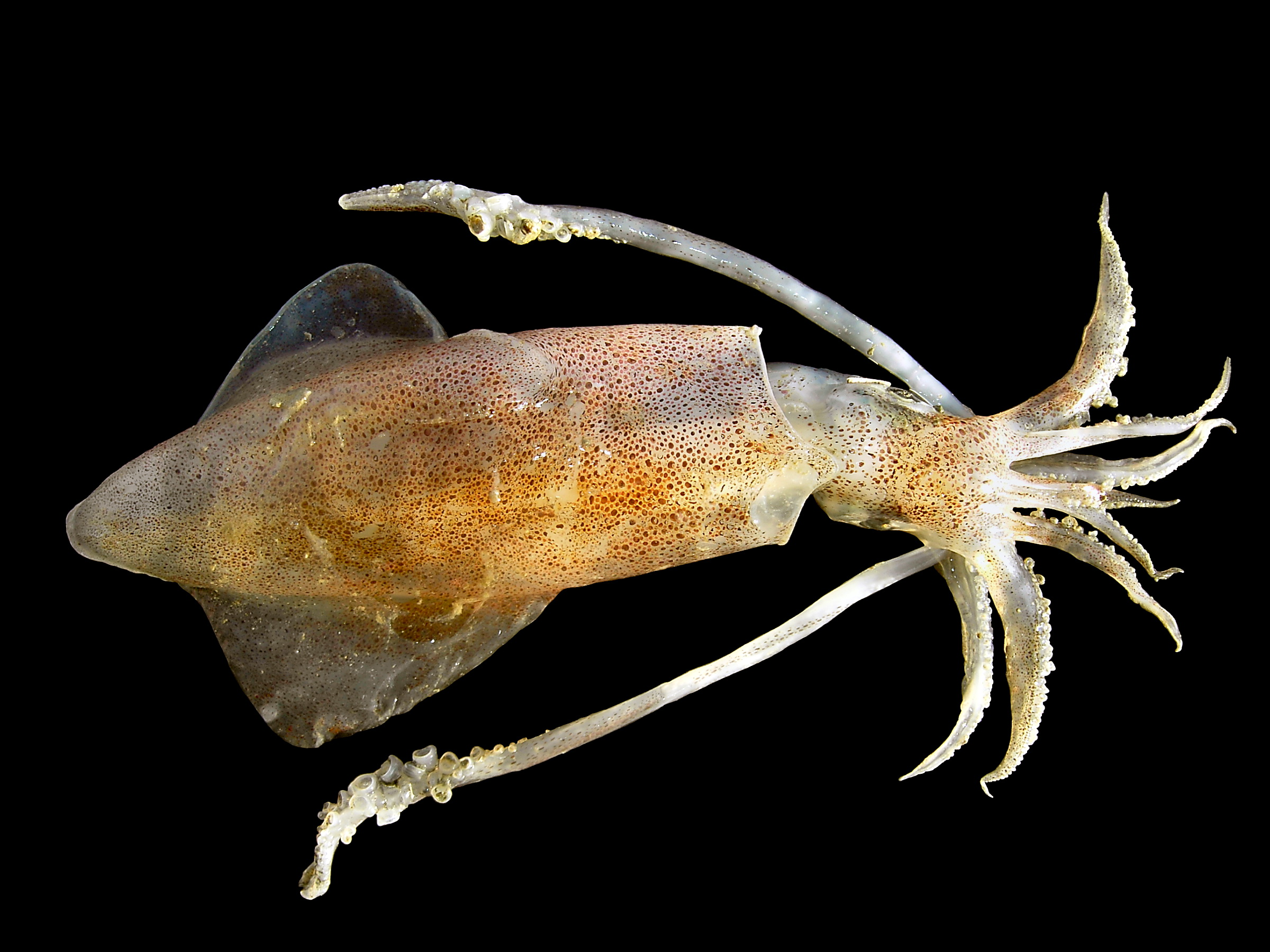
Un calmar commun.
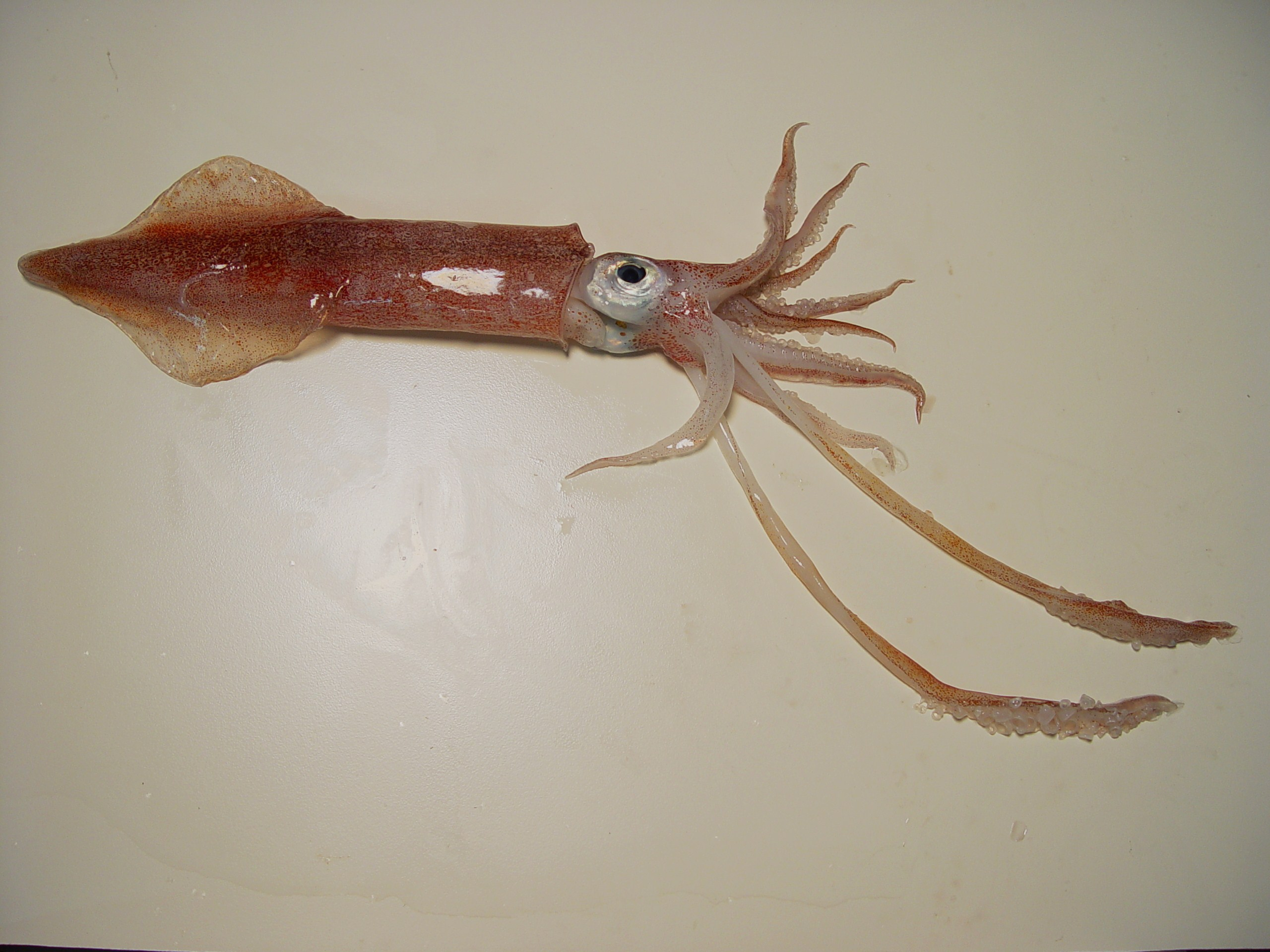
Un calmar totam.